# Besanzón
Besanzón (en francés: Besançon) es una ciudad y comuna francesa situada en el este del país, en el departamento de Doubs y región de Borgoña-Franco Condado. Ubicada en el borde del macizo del Jura, a menos de sesenta kilómetros de Suiza, está rodeada de colinas y es atravesada por el río Doubs. La población de la ciudad es de 119 198 habitantes, y constituye el centro de un área metropolitana de 283 127 habitantes.
Capital de la región histórica y cultural del Franco Condado, Besanzón es hoy en día un importante centro administrativo dentro de la región administrativa de Borgoña-Franco Condado, albergando la sede del consejo regional y la región académica, así como varias direcciones regionales. También es la sede de una de las quince provincias eclesiásticas francesas y una de las dos divisiones del Ejército de Tierra francés.
Establecida en un meandro del río Doubs, la ciudad juega un papel importante desde la era galorromana bajo el nombre de Vesontio, capital de los sécuanos. Su geografía y su historia específica la han convertido en un bastión militar, una ciudad guarnición, un centro político y una capital religiosa.
Cuna histórica de la relojería francesa, Besanzón ha heredado este saber hacer para convertirse en un importante centro industrial formado por empresas innovadoras en el campo de la microtecnología, la micromecánica y la ingeniería biomédica. Ciudad universitaria, su universidad fundada en 1423 (en Dole, fue trasladada a Besanzón en 1691) acoge cada año a más de 20 000 estudiantes, así como a unos 4000 alumnos de todo el mundo dentro del Centro de Lingüística Aplicada.
Reconocida como la ciudad más verde de Francia, la ciudad cuenta con una calidad de vida reconocida a nivel nacional y remarcada por sus innovaciones sociales y ecologistas. Las fortificaciones de Besanzón, en particular su ciudadela construida por Vauban, están inscritas en la lista del Patrimonio de la Humanidad desde 2008.

## Toponimia
La primera mención escrita de la ciudad fue hecha por Julio César en su obra De Bello Gallico (del 58 a. C. al 52 a. C.) con la apelación Vesontio. Durante el siglo IV, la letra V cambió por la letra B y el nombre de la ciudad pasó a ser Besontio o Bisontion, luego sufrió algunas transformaciones hasta llegar a la apelación Besançon en 1243. El significado del término Vesontio tiene varias interpretaciones pero ninguna está certificada con certeza. La hipótesis más difundida sostiene que Vesontio presenta la raíz céltica wes- que designaría una montaña y que se encontraría también en topónimos como Vesubio, Vesoul y Vézelay.
Durante la Edad Media, entre los siglos IX y XII, la ciudad recibió a veces el apodo Crisópolis (Chrysopolis o sea, 'ciudad de oro'). El origen de esta denominación, que aparece por primera vez en un escrito de 821, tampoco es conocido. Se explica por la presencia de oro en el lecho del río Doubs, por los numerosos edificios romanos que subsistían, por el juego de palabras; «besante sum» ('soy una moneda de oro') o bien por la comparación entre Bizancio y Besanzón, ya que Crisópolis era un distrito de Constantinopla.
Durante la Belle Époque, Besanzón tuvo una intensiva actividad balnearia y se conoció como Besançon-les-Bains.

## Geografía

### Ubicación

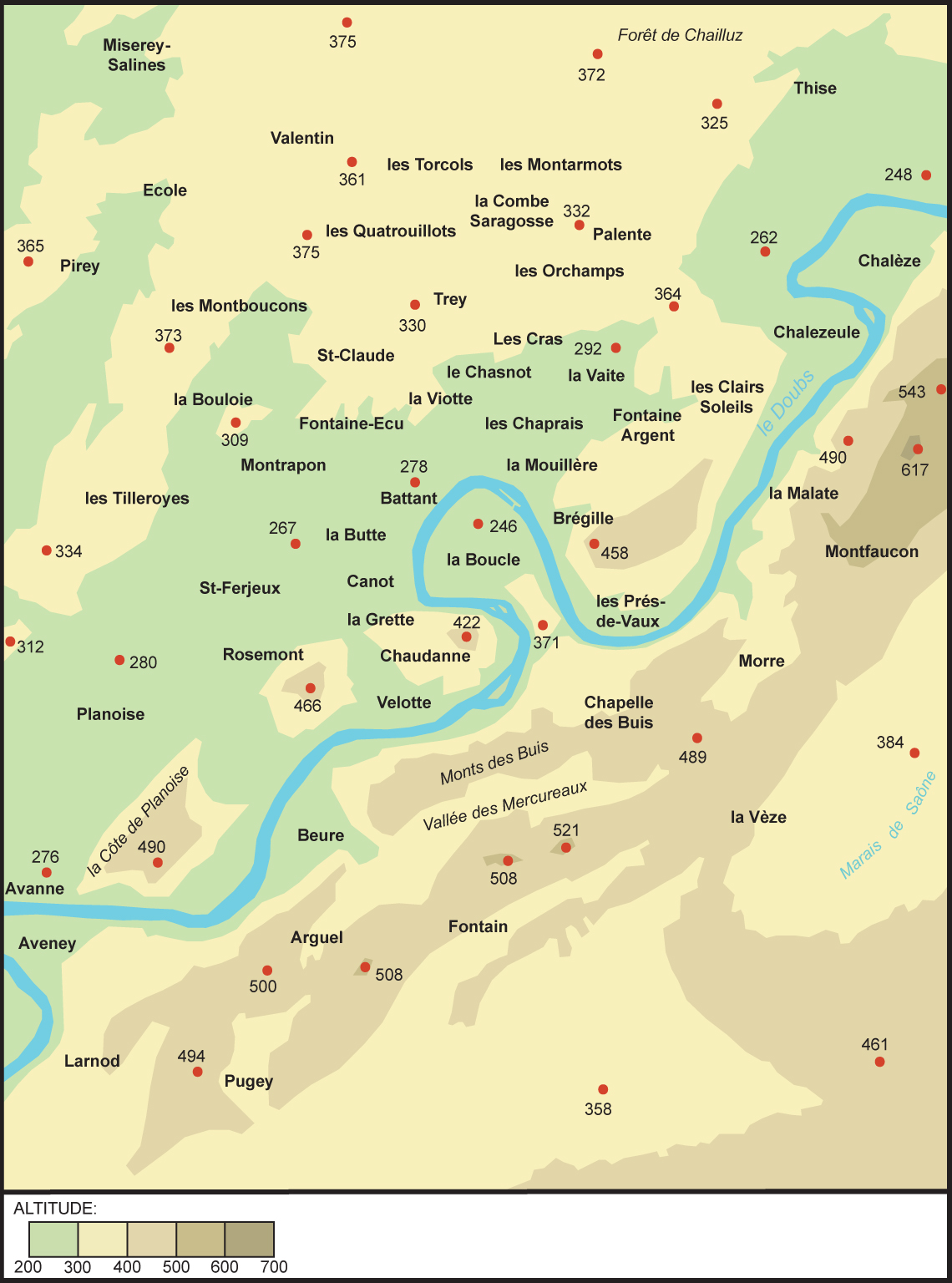

Besanzón está situada en el este de Francia, en el este de la región de Borgoña-Franco Condado, al nordeste del departamento del Doubs y a una altitud sobre el nivel del mar que oscila entre los 230 y los 610 m. La ciudad tiene una situación privilegiada en el eje europeo «Rin-Ródano», y es una importante vía de comunicación entre el mar del Norte y el Mediterráneo, Europa del Norte y Europa del Sur. Está situada de manera precisa en el enlace de la región montañosa del Jura y de las amplias llanuras cultivables del norte del Franco Condado.
| Noroeste: Bonnay                                                 | Norte: Vieilley, Mérey-Vieilley | Noreste: Braillans                  |
| Oeste: Serre-les-Sapins, Pirey, École-Valentin, Châtillon-le-Duc |                                 | Este: Thise, Chalezeule, Montfaucon |
| Suroeste: Avanne-Aveney, Franois                                 | Sur: Beure                      | Sureste: Morre, Fontain             |

### Distancias
- París: 327 km
- Estrasburgo: 195 km
- Lyon: 189 km
- Lausana (Suiza): 94 km
- Friburgo de Brisgovia (Alemania): 162 km
- Mar Mediterráneo (Marsella): 440 km
- Océano Atlántico (Les Sables-d'Olonne): 600 km
- Frontera con España (Le Perthus): 590 km
- Frontera con Suiza (Jougne): 80 km

### Orografía e hidrografía
La ciudad se ha desarrollado en un emplazamiento natural notable: estaba situada al principio en un meandro del río Doubs con un diámetro de alrededor de un kilómetro, en forma de anilla casi perfecta cerrada por el Mont Saint-Étienne, una alta meseta abierta sobre el Jura y abrupta al lado de la ciudad, y cuya punta está cubierta por la ciudadela de Vauban. Luego, la ciudad se desbordó de este cuadro inicial (con un altitud media de 250 metros) para extenderse en una depresión rodeada por siete colinas: Chaudanne (422 m), Bregille (458 m), Saint-Étienne (371 m), la Roche d'Or (316 m), Planoise (490 m), Rosemont (466 m), Fort-Benoit (360 m).

### Clima
Según Météo-France, la temperatura media anual es de 11 °C, con una precipitación anual de 1187 mm. De acuerdo con la clasificación climática de Köppen, Besanzón se encuadra en la variante Cfb, es decir clima oceánico templado. El municipio cuenta con una estación meteorológica que se encuentra cerca del observatorio astronómico. La temperatura máxima registrada fue de 40,3 °C el 28 de julio de 1921 y la temperatura más fría fue de -20,7 °C el primero de enero de 1985.
| Parámetros climáticos promedio de Besanzón (1981-2010) | Parámetros climáticos promedio de Besanzón (1981-2010) | Parámetros climáticos promedio de Besanzón (1981-2010) | Parámetros climáticos promedio de Besanzón (1981-2010) | Parámetros climáticos promedio de Besanzón (1981-2010) | Parámetros climáticos promedio de Besanzón (1981-2010) | Parámetros climáticos promedio de Besanzón (1981-2010) | Parámetros climáticos promedio de Besanzón (1981-2010) | Parámetros climáticos promedio de Besanzón (1981-2010) | Parámetros climáticos promedio de Besanzón (1981-2010) | Parámetros climáticos promedio de Besanzón (1981-2010) | Parámetros climáticos promedio de Besanzón (1981-2010) | Parámetros climáticos promedio de Besanzón (1981-2010) | Parámetros climáticos promedio de Besanzón (1981-2010) |
| Mes                                                    | Ene.                                                   | Feb.                                                   | Mar.                                                   | Abr.                                                   | May.                                                   | Jun.                                                   | Jul.                                                   | Ago.                                                   | Sep.                                                   | Oct.                                                   | Nov.                                                   | Dic.                                                   | Anual                                                  |
| ------------------------------------------------------ | ------------------------------------------------------ | ------------------------------------------------------ | ------------------------------------------------------ | ------------------------------------------------------ | ------------------------------------------------------ | ------------------------------------------------------ | ------------------------------------------------------ | ------------------------------------------------------ | ------------------------------------------------------ | ------------------------------------------------------ | ------------------------------------------------------ | ------------------------------------------------------ | ------------------------------------------------------ |
| Temp. máx. abs. (°C)                                   | 16.8                                                   | 21.7                                                   | 25.1                                                   | 29.1                                                   | 32.2                                                   | 35.8                                                   | 40.3                                                   | 38.3                                                   | 34.6                                                   | 30.1                                                   | 23                                                     | 20.8                                                   | 40.3                                                   |
| Temp. máx. media (°C)                                  | 5.2                                                    | 7                                                      | 11.4                                                   | 15.2                                                   | 19.5                                                   | 22.8                                                   | 25.3                                                   | 25                                                     | 20.7                                                   | 16                                                     | 9.5                                                    | 5.7                                                    | 15.3                                                   |
| Temp. media (°C)                                       | 2.3                                                    | 3.4                                                    | 7                                                      | 10.2                                                   | 14.4                                                   | 17.6                                                   | 19.9                                                   | 19.5                                                   | 15.8                                                   | 11.8                                                   | 6.2                                                    | 3.1                                                    | 11                                                     |
| Temp. mín. media (°C)                                  | -0.7                                                   | -0.2                                                   | 2.7                                                    | 5.2                                                    | 9.3                                                    | 12.4                                                   | 14.5                                                   | 14.1                                                   | 10.9                                                   | 7.6                                                    | 2.9                                                    | 0.4                                                    | 6.6                                                    |
| Temp. mín. abs. (°C)                                   | -20.7                                                  | -20.6                                                  | -14                                                    | -5.2                                                   | -2.4                                                   | 2.1                                                    | 4.5                                                    | 3.4                                                    | -0.1                                                   | -6.1                                                   | -11.3                                                  | -19.3                                                  | -20.7                                                  |
| Precipitación total (mm)                               | 86.3                                                   | 79.7                                                   | 92                                                     | 94.2                                                   | 114.8                                                  | 101.5                                                  | 90                                                     | 91.9                                                   | 107.2                                                  | 115.7                                                  | 104.5                                                  | 109.2                                                  | 1187                                                   |
| Días de precipitaciones (≥ 1 mm)                       | 13                                                     | 12                                                     | 12                                                     | 12                                                     | 13                                                     | 11                                                     | 10                                                     | 10                                                     | 10                                                     | 12                                                     | 13                                                     | 13                                                     | 141                                                    |
| Horas de sol                                           | 75.1                                                   | 95.5                                                   | 142.1                                                  | 176.1                                                  | 206.6                                                  | 230.4                                                  | 244.1                                                  | 232.3                                                  | 175.8                                                  | 132.6                                                  | 72.7                                                   | 53                                                     | 1836.4                                                 |
| Fuente: Météo-France                                   |                                                        |                                                        |                                                        |                                                        |                                                        |                                                        |                                                        |                                                        |                                                        |                                                        |                                                        |                                                        |                                                        |

## Gobierno y administración
Besanzón es la sede del Consejo Regional de Borgoña-Franco Condado, así como la capital del departamento de Doubs y del distrito de Besanzón. Allí también se encuentra la sede de la Academia de Besanzón y de la provincia eclesiástica de Besanzón. La ciudad es también la sede de la Dirección Regional de Medio Ambiente, Planificación y Vivienda (DREAL), la Dirección Regional de Economía, Empleo, Trabajo y Solidaridad (DREETS) y el INSEE Borgoña-Franco Condado.

### Gobierno municipal
El gobierno del Ayuntamiento de Besanzón se escoge por sufragio universal en elecciones celebradas cada seis años. En las elecciones municipales celebradas en Besanzón en el año 2020, la candidata ecologista Anne Vignot fue electa con un 43,83 % de los votos en la secunda vuelta. Como cualquier municipio cuya población oscila entre 100.000 y 149.999 habitantes, Besanzón está administrado por un consejo municipal compuesto por cincuenta y cinco cargos electos.
| Elecciones municipales, 28 de junio de 2020 |                 |                |       |            |
|                                             | Partido         | Candidato      | %     | Concejales |
|                                             | PS - EELV - PCF | Anne Vignot    | 43,83 | 40         |
|                                             | LR              | Ludovic Fagaut | 41,61 | 11         |
|                                             | LREM            | Éric Alauzet   | 14,55 | 4          |
| Fuente: Ministerio del Interior (Francia).  |                 |                |       |            |

#### Alcaldía
A continuación se recoge una lista de los alcaldes de la ciudad desde el fin de la Segunda Guerra Mundial:
| Alcalde              | Inicio del mandato | Fin del mandato | Partido | Partido |
| Jean Minjoz          | 1945               | 1947            |         | SFIO    |
| Henri Bugnet         | 1947               | 1950            |         | PRRRS   |
| Henri Regnier        | 1950               | 1953            |         | RPF     |
| Jean Minjoz          | 1953               | 1977            |         | SFIO    |
| Robert Schwint       | 1977               | 2001            |         | PS      |
| Jean-Louis Fousseret | 2001               | 2020            |         | PS      |
| Anne Vignot          | 2020               | 2026            |         | LE      |

### Administración judicial
La ciudad de Besançon alberga seis tribunales competentes para el poder judicial : el tribunal de apelación, el tribunal de comercio, el tribunal judicial, el tribunal laboral, el tribunal de paridad para los arrendamientos rurales y el tribunal de menores.
En cuanto al orden administrativo, la ciudad cuenta con un tribunal administrativo.

### Barrios
Según la agencia de urbanismo de la aglomeración de Besanzón (AUDAB), la comuna se compone de catorce grandes barrios con una asombrosa diversidad, desde Velotte (2000 habitantes) parecido a un pueblo, hasta la amplia zona de urbanización llamada Planoise (20 000 habitantes) o el antiguo barrio de viñedos de Battant.
| Numeración oficial | Grandes barrios    | IRIS | Superficie (km²) | Población (2006) | Ubicación |
| ------------------ | ------------------ | --- | ---------------- | ---------------- | --- |
| 1                  | La Boucle          | (4): Chamars, République, Sarrail, Citadelle, Chapelle des Buis.                                                                             |                  | 11.232           | La Boucle Velotte La Butte Battant Bregille Les Chaprais Saint-Ferjeux Montrapon Saint-Claude Palente Les Clairs-Soleils Planoise Les Tilleroyes Chailluz |
| 2                  | Velotte            | (1): Velotte. |                  | 2.227            | La Boucle Velotte La Butte Battant Bregille Les Chaprais Saint-Ferjeux Montrapon Saint-Claude Palente Les Clairs-Soleils Planoise Les Tilleroyes Chailluz |
| 3                  | La Butte           | (4): Grette, Vieilles Perrières, Villarceau, Xavier-Marmier.                                                                                 |                  | 9.311            | La Boucle Velotte La Butte Battant Bregille Les Chaprais Saint-Ferjeux Montrapon Saint-Claude Palente Les Clairs-Soleils Planoise Les Tilleroyes Chailluz |
| 4                  | Battant            | (2): Marulaz, Rue Battant. |                  | 4.200            | La Boucle Velotte La Butte Battant Bregille Les Chaprais Saint-Ferjeux Montrapon Saint-Claude Palente Les Clairs-Soleils Planoise Les Tilleroyes Chailluz |
| 5                  | Les Chaprais       | (6): Mouillère, Fontaine-Argent, Rotonde, Chaprais, Chasnot, Parc des Chaprais.                                                              |                  | 14.969           | La Boucle Velotte La Butte Battant Bregille Les Chaprais Saint-Ferjeux Montrapon Saint-Claude Palente Les Clairs-Soleils Planoise Les Tilleroyes Chailluz |
| 6                  | Bregille           | (1): Bregille. |                  | 3.244            | La Boucle Velotte La Butte Battant Bregille Les Chaprais Saint-Ferjeux Montrapon Saint-Claude Palente Les Clairs-Soleils Planoise Les Tilleroyes Chailluz |
| 7                  | Saint-Ferjeux      | (3): Rosemont, Saint-Ferjeux, Risler. |                  | 6.457            | La Boucle Velotte La Butte Battant Bregille Les Chaprais Saint-Ferjeux Montrapon Saint-Claude Palente Les Clairs-Soleils Planoise Les Tilleroyes Chailluz |
| 8                  | Montrapon          | (5): Observatoire, Montrapon, Fontaine-Ecu, Bouloie, Montboucons.                                                                            |                  | 12.745           | La Boucle Velotte La Butte Battant Bregille Les Chaprais Saint-Ferjeux Montrapon Saint-Claude Palente Les Clairs-Soleils Planoise Les Tilleroyes Chailluz |
| 9                  | Saint-Claude       | (5): Montjoux, Viotte, Trey, Rue de Vesoul, Torcols.                                                                                         |                  | 14.521           | La Boucle Velotte La Butte Battant Bregille Les Chaprais Saint-Ferjeux Montrapon Saint-Claude Palente Les Clairs-Soleils Planoise Les Tilleroyes Chailluz |
| 10                 | Palente            | (5): Rue de Belfort, Cras, Chopin, Palente, Saragosse.                                                                                       |                  | 11.190           | La Boucle Velotte La Butte Battant Bregille Les Chaprais Saint-Ferjeux Montrapon Saint-Claude Palente Les Clairs-Soleils Planoise Les Tilleroyes Chailluz |
| 11                 | Les Clairs-Soleils | (3): Chaffanjon, Clairs-Soleils, Vaite. |                  | 5.498            | La Boucle Velotte La Butte Battant Bregille Les Chaprais Saint-Ferjeux Montrapon Saint-Claude Palente Les Clairs-Soleils Planoise Les Tilleroyes Chailluz |
| 12                 | Planoise           | (10): Epoisses-Champagne, Epoisses-Bourgogne, Ile-de-France, Pièmont, Diderot, Victor Hugo, Cassin, Lafayette, Saint-Laurent, Châteaufarine. |                  | 19.309           | La Boucle Velotte La Butte Battant Bregille Les Chaprais Saint-Ferjeux Montrapon Saint-Claude Palente Les Clairs-Soleils Planoise Les Tilleroyes Chailluz |
| 13                 | Les Tilleroyes     | (1): Tilleroyes. |                  | 2.178            | La Boucle Velotte La Butte Battant Bregille Les Chaprais Saint-Ferjeux Montrapon Saint-Claude Palente Les Clairs-Soleils Planoise Les Tilleroyes Chailluz |
| 14                 | Chailluz           | (1): Chailluz. |                  |                  | La Boucle Velotte La Butte Battant Bregille Les Chaprais Saint-Ferjeux Montrapon Saint-Claude Palente Les Clairs-Soleils Planoise Les Tilleroyes Chailluz |

## Demografía

### Evolución demográfica
La ciudad suma un total de 119 198 de habitantes (con fecha de primero de enero de 2021), población menor a la de su máximo demográfico, que fue en 1975. La área metropolitana suma un total de 283 127 habitantes (censo de 2021).
| Gráfico de la evolución de la población de Besanzón entre 1921 y 2021 |
| --------------------------------------------------------------------- |
|                                                                       |
|                                                                       |
| Gráfica elaborada por: Wikipedia sobre la base de los datos del INSEE |

## Historia

### Prehistoria
Al principio, un emplazamiento ideal de población
El paso de cazadores-recolectores se remonta a hace 50 000 años, mientras que hay testimonios del período del Paleolítico medio.
Las excavaciones arqueológicas llevadas a cabo durante los últimos siglos permitieron revelar rastros de ocupación del emplazamiento desde el neolítico a lo largo del río Doubs, particularmente al pie de las colinas la Roche d'Or y Rosemont, rastros que se pueden datar en el 4000 a. C. aproximadamente.

### Historia antigua
Vesontio, un oppidum maximum galo
Desde el último cuarto del siglo II a. C., el oppidum pertenecía al pueblo de los Sécuanos, un pueblo galo que poseía un vasto territorio que se extendía entre el Ródano, el Saona, el Jura y la Cordillera de los Vosgos. Una muralla, llamada murus gallicus, fue construida hacia el año 80 a. C.: se supone que esta muralla tenía una altura de casi cinco metros y una anchura de seis metros.
Este oppidum era el centro económico del territorio de los sécuanos y es la razón por la que Vesontio era deseada por los germanos y luego los eduos antes de que Julio César conquistara la ciudad en 58 a. C.
Vesontio, ciudad galo-romana
Julio César, impresionado por esta excepcional posición estratégica, que describió en su obra De Bello Gallico, decidió hacer de la ciudad la capital de la tribu gala de los sécuanos (Civitas Maxima Sequanorum) y también una plaza fuerte militar y una encrucijada de intercambios de la Galia romana. Vesantio conoció entonces una edad de oro, convirtiéndose en una de las ciudades más grandes de la Gallia Belgica y luego de la Germania Superior.
En el año 68 d. C., la ciudad fue el escenario de la Batalla de Besanzón, enfrentados Lucio Verginio Rufo, un partidario del emperador Nerón, y Cayo Julio Vindex, un rebelde que fue vencido y al final se suicidó. Los romanos ampliaron la ciudad y la embellecieron con la construcción de numerosos edificios a ambos lados del cardo (Grande Rue actual), incluso en la orilla derecha del río Doubs, donde levantaron un anfiteatro que podía albergar hasta 20.000 espectadores.
El subsuelo de la ciudad rebosa de testimonios de esta época, y cuenta en efecto con más de doscientos lugares con descubrimientos arqueológicos en el barrio histórico de La Boucle y en los barrios cercanos.
Durante la Tetrarquía, la ciudad pasó a ser la capital de la Provincia Maxima Sequanorum. Entre los vestigios más importantes de esta época figuran el arco de triunfo llamado «Puerta Negra» erigido en tiempos del emperador Marco Aurelio en 175 d. C. para celebrar la represión de unos disturbios, las columnatas de la plaza ajardinada del Square Castan, los conductos del acueducto romano que proveía Vesontio de agua y los restos de las domus, descubiertos bajo el palacio de justicia y el colegio Lumière donde encontraron un mosaico impresionante en muy buen estado de conservación,  llamado mosaico de la Medusa.
En 360, el emperador Juliano, de paso en Vesontio, describió una «aldea encogida en sí misma», una ciudad que se encuentra en declive y que ya es poco más que un pueblo.

### Historia medieval

##### Reino de los Francos
La historia de la ciudad en los primeros siglos de la Edad Media es todavía mal conocida por la falta de documentación y la escasez de hallazgos arqueológicos. Se sabe que se había convertido en una pequeña aldea, poblada por galorromanos y rodeada por pueblos germánicos, asentados como federados en las postrimerías de la Antigüedad.Después de la desaparición de poder imperial romano en las Galias, Clodoveo, rey de los francos, asumió el control de la mayor parte de territorio; los sécuanos romanizados se incorporaron a sus dominios al mismo tiempo que los burgundios y los alamanes vecinos. Sometida a los merovingios, pasó luego al poder de los carolingios.
En 821 se encuentra el primer texto medieval que menciona a la ciudad con el nombre de Crisópolis. Entre 843 y 869, la diócesis de Besanzón estuvo en los territorios de la Francia Media y, luego, de la Lotaringia. A la muerte de Lotario II, fue posesión de Carlos, el Calvo por el Tratado de Meerssen (870)  y desde entonces parte del reino de Francia hasta 879.
Besanzón, ciudad epìscopal
En 888 Eudes I de Francia, en el proceso de feudalización del reino, crea el condado de Borgoña, que tiene por capital a Dole, unido al condado de Varais, donde se halla Besanzón. Al mismo tiempo, la ciudad se convierte en sede de un arzobispado independiente. El último rey de Borgoña, Rodolfo III; sin herederos varones, lega su herencia borgoñona a su sobrino Enrique II, emperador del Sacro Imperio Romano Germánico.
Besanzón, metrópoli eclesiástica (888-1290)
En 1032, Besanzón fue anexionada al Sacro Imperio Romano Germánico como todo el Condado de Borgoña. El arzobispo de Besanzón, Hugues de Salins, gracias al apoyo del emperador Enrique III el Negro, se convirtió entonces en señor de la ciudad que prosperó por su impulso. Tras la muerte de este arzobispo en el año 1066, una lucha por su sucesión ocasionó un largo período de crisis. Así, durante toda la Edad Media, Besanzón permaneció como una ciudad directamente sometida a la autoridad imperial e independiente del Condado de Borgoña, cuya capital era Dole.
Besanzón, Ciudad Imperial Libre (1290-1664)
Durante los siglos XII y XIII, los ciudadanos de Besanzón lucharon contra la autoridad de los arzobispos y obtuvieron al final su independencia en 1290. En 1555 Besançon pasó a la corona de los Habsburgo junto con el resto del Franco-Condado. Carlos V respetó sus derechos adquiridos conservando ésta los derivados de ser Ciudad Imperial Libre. Aunque sometida al Emperador, la ciudad se gobernaba entonces a sí misma, gracias a un consejo de 28 personalidades elegidas por sufragio universal y un consejo de 14 gobernadores designados por las personalidades. La independencia en las decisiones fue la razón para que el primer Camino Español (ruta del Duque de Alba en 1567) bordeara la ciudad sin detenerse en ella. Besanzón fue una Ciudad Imperial Libre durante casi cuatro siglos aunque tras la llamada sorpresa de Besanzón, el 21 de junio de 1575 la ciudad tendrá una guarnición de 400 soldados de la Monarquía Hispánica. Derivada de su importancia estratégica, Carlos V no tarda en ordenar que se reforzaran las defensas de la ciudad. Diversas torres fueron adaptadas para albergar cañones y tres bastiones fueron añadidos a lo largo de los muros del barrio de Battant. Un cuarto bastión (el Bastión de Griffon) fue añadido en 1595 en los muros de Battant.

### Historia moderna
Besanzón, posesión de la Corona Hispánica (1664-1674)
Un tratado de intercambio entre la ciudad alemana de Frankenthal (perteneciente al rey de España) y Besanzón (posesión del Sacro Imperio Romano Germánico), propuesto a partir de 1651, fue aceptado finalmente por los ciudadanos en 1664. Así, Besanzón perdió su estatuto de Ciudad Imperial Libre y se convirtió en una posesión de la Corona Hispánica. La tregua no duró mucho: el 8 de febrero de 1668, el ejército de Luis II de Borbón-Condé entró en la ciudad tras la capitulación de las autoridades locales. La ocupación francesa no fue bien recibida y las tropas francesas se retiraron el 9 de junio del mismo año. La defensa de la ciudad fue muy mala y las autoridades decidieron entonces mejorar las fortificaciones: la primera piedra de la ciudadela se colocó en el Mont Saint-Étienne el 29 de septiembre de 1668 y al otro lado de la ciudad se emprendieron obras de importancia alrededor de Charmont (encima del barrio Battant).
La conquista francesa (1674-1678)

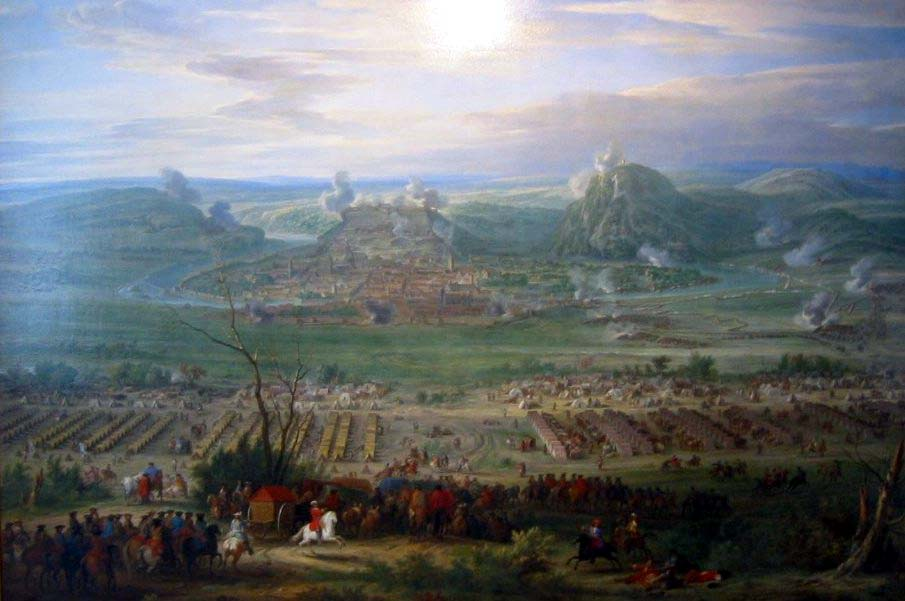
El sitio de Besanzón en 1674. Pintura de Adam Frans van der Meulen (1632–1690).

El 26 de abril de 1674, Luis II de Borbón-Condé regresó y tomó posiciones frente a la ciudad a la cabeza de un ejército compuesto por entre 15 000 y 20 000 hombres. Después de un sitio que duró 27 días, en el que estuvieron presentes Luis XIV de Francia, Vauban y el Marqués de Louvois, la ciudadela cayó en manos de los sitiadores el 22 de mayo. Besançon,  después de varios intentos fracasados, se convierte finalmente en la capital del Franco Condado en detrimento de Dole por patentes reales del primero de octubre de 1677: un número importante de administraciones se instalaron poco a poco en la nueva capital, entre ellas el gobierno militar, la intendencia, el parlamento y la universidad. La Paz de Nimega firmada el 10 de agosto de 1678 ligó definitivamente la ciudad y su región al reino de Francia.
Una era de prosperidad (1678-1789)
Luis XIV de Francia decidió hacer de Besanzón uno de los eslabones esenciales del sistema defensivo en el Este de Francia y dejó  a Vauban a cargo de las mejoras necesarias. La ciudadela fue así enteramente remodelada entre 1674 y 1688, otras fortificaciones fueron edificadas desde 1689 hasta 1695 y se construyeron numerosos cuarteles a partir de 1680. La construcción de la ciudadela costó mucho dinero, hasta el extremo de que Luis XIV de Francia llegó a preguntarse si sus murallas eran de oro...
Durante el siglo XVIII, bajo el impulso de administradores notables, el Franco Condado conoció un periodo de prosperidad y la población de Besanzón se duplicó (desde 14 000 hasta 32 000 habitantes), mientras se la ciudad se cubrió de monumentos y majestuosos palacetes.
Sitiada por las tropas austriacas durante la Guerra de la Sexta Coalición, no se rindió hasta el 2 de mayo de 1814. En 1871, la ciudad está inmersa en el proceso de la Comuna de Besanzón.

### Historia contemporánea
La expansión de los «Treinta Gloriosos» (1945-1973)
Después de la Segunda Guerra Mundial, la ciudad, al igual que todo el país, alcanza un desarrollo importante.Continúa el crecimiento de la población, doblándose el número de habitantes en unos veinte años (desde 63 508 habitantes en 1946 hasta 113 220 habitantes en 1968), y principalmente entre 1954 y 1962, periodo en el cual su crecimiento de 38.5 % solo es superado por las ciudades de Grenoble y de Caen. Las vías de comunicación no siguen muy bien el paso de esta evolución: la electrificación de la vía férrea hasta París se consigue solo en el año 1970, la ampliación del canal de navegación Rin-Ródano se proyecta a partir de 1975, mientras que la autopista Autoroute A36 llega a Besanzón en 1978. En cuanto a la posibilidad de desarrollar un aeropuerto en la comuna vecina de La Vèze, es una idea que idea se descarta rápidamente.
La industria relojería conserva su importancia, pero está en retroceso, pasando de un 50 % de los empleos industriales en 1954 a un 35 % en 1962, y cediendo poco a poco el testigo a otros sectores en auge como la industria textil, la construcción o la industria alimentaria.

## Transportes

### Carreteras

Red de transporte de Besanzón.

La autopista Autoroute A36, que une Beaune y Mulhouse, comunica principalmente el área metropolitana de Besanzón con el resto del país. Dos autovías nacionales, la N57 que une Metz, Nancy, Épinal y Vesoul con la frontera suiza y la N83 entre Besançon y la autopista A391 en Poligny son los otros dos ejes principales. A nivel local, se han realizado esfuerzos durante varios años para descongestionar la ciudad: construcción de un túnel bajo la ciudadela entre 1993 y 1996; construcción de una circunvalación cuyo enlace noroeste (voie des Montboucons) se inauguró en 2003, el enlace suroeste (voie des Mercureaux) el 11 de julio de 2011 y el enlace oeste entre Beure y el cruce de los bulevares fue declarado de utilidad pública en 2022.

### Ferrocarril
En Besançon, la principal alternativa a la carretera es el ferrocarril. La ciudad cuenta con la línea de alta velocidad Rin-Ródano desde el 11 de diciembre de 2011, los trenes TGV dan servicio principalmente a la estación Besanzón Franco Condado TGV ubicada en las afueras, pero también a la estación de Besanzón-Viotte cerca del centro de la ciudad. La línea de ferrocarril que conecta las dos estaciones también es utilizada por Transporte Exprés Regional (TER) proporcionando un servicio de lanzadera con una frecuencia de aproximadamente cada hora. La apertura de la primera rama de la LGV Rhin-Rhône, la rama Este, ha permitido acortar significativamente los tiempos de viaje a París (2 h 10 min), Lyon (2 h) y especialmente a Estrasburgo (1 h 40 min). A través de esta línea, Besançon también se beneficia de conexiones directas con Fráncfort del Meno (4 h), Luxemburgo, Marsella (3 h 50 min), Montpellier (3 h 50 min), Nancy e incluso Niza.
El servicio TGV se complementa con líneas TER a Belfort y Montbéliard, a Dole y Dijon, a Morteau y Suiza, así como a Lons-le-Saunier, Bourg-en-Bresse y Lyon. Las conexiones regionales se realizan desde las estaciones de Besançon-Viotte y Besançon-Mouillère.
- Tren de Gran Velocidad (TGV)
  - Línea Besanzón - Dole - Dijon - París
  - Línea Marsella - Lyon - Besanzón - Estrasburgo
  - Línea Besanzón - Dijon - Lille
- Transporte Exprés Regional (TER)
  - Línea 04: Besanzón - Dole - Dijon
  - Línea 05: Besanzón - Montbéliard - Belfort
  - Línea 06: Besanzón - Lons-le-Saunier - Bourg-en-Bresse
  - Línea 13: Besanzón - Valdahon - Morteau - Le Locle - La Chaux-de-Fonds

### Transporte público

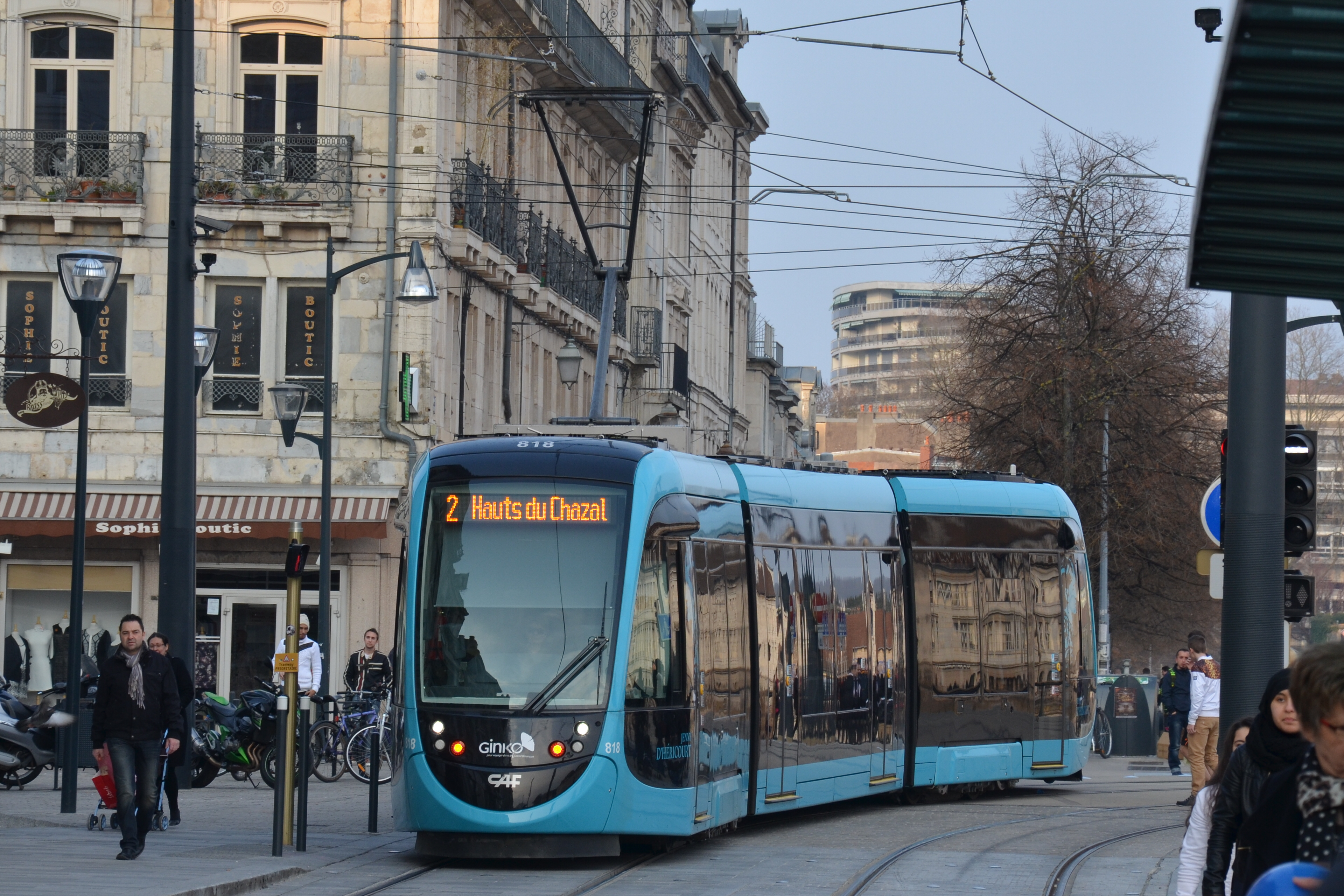
El tranvía de Besanzón en el centro de la ciudad.

La red de transporte público se compone principalmente de un servicio de autobuses urbanos e interurbanos gestionado por la sociedad Keolis y que se comercializa bajo la marca Ginko. La red cuenta con una flota de 297 vehículos, 53 líneas (19 urbanas y 30 interurbanas, 4 líneas de noche y domingo). La construcción de una primera línea de tranvía de 14,5 km fue decidida en 2008 y ha entrado en funcionamiento a partir del 30 de agosto de 2014.

### Transporte aéreo
No hay aeropuerto en Besanzón, sino dos pequeños aeródromos en los ayuntamientos vecinos de La Vèze y Thise. Los aeropuertos internacionales más cercanos son los de Basilea-Mulhouse (160 km), Ginebra en Suiza (170 km) y de Lyon Saint-Exupéry (220 km).

## Economía
Antes de la crisis de las años 1970 y 1980 que provocó numerosos cierres y traslados de empresas de la ciudad, la economía de Besanzón estaba en su mayoría dedicada al sector industrial, especialmente la relojería y el textil. Ahora, la industria representa menos del 14 % (1999) del empleo y está compuesta en particular de numerosas empresas especializadas en la micromecánica, microtecnología, óptica y electrónica: Flowbird (560 empleados), líder mundial de sistemas de aparcamiento público, R. Bourgeois (381 empleados), uno de los líderes mundiales en la producción y la entrega de paquetes de chapa de acero magnético para estatores y rotores y en el ensamblado para las industrias de motores eléctricos y generadores, Sophysa, líder mundial de los implantes neurológicos, Grupo Antolin, fabricante de componentes y módulos para el interior del automóvil son algunas de las empresas notables. Con 250 empresas que emplean alrededor de 11 000 personas y cuyo volumen de negocio alcanza 1360 millones de euros, Besanzón constituye un líder de “lo infinitamente pequeño”.
El sector servicios es el que lidera la actividad económica con un 82 % (1999) del empleo total: el hospital universitario con cerca de 5000 empleados, la municipalidad de Besanzón (2700 empleados), el banco Crédit Agricole (1400 empleados), el departamento del Doubs (900 empleados) y la SNCF (600 empleados) son los empleadores mayores.

## Educación
La Universidad de Franco Condado, fundada en Dole en 1423 y trasladada a Besanzón en 1691, acoge a unos 30 000 estudiantes cada año. El Instituto Superior de Ingenieros de Franche-Comté (ISIFC), parte de la Universidad de Franco Condado, tiene alrededor de 170 estudiantes. La Escuela nacional superior de mecánica y microtecnología (École nationale supérieure de mécanique et des microtechniques / ENSMM) cuenta con 868 estudiantes de ingeniería. Además, el Centro de Lingüística Aplicada (CLA), que se especializa en el aprendizaje intensivo de idiomas, recibe cada año a más de 3.800 aprendices franceses o extranjeros. ambién alberga el Instituto Superior de Bellas Artes de Besanzón Franco Condado (ISBA).
La Comunidad de universidades y establecimientos Universidad Borgoña-Franco Condado (COMUE UBFC), fundada en 2015 y que reúne a los establecimientos de enseñanza superior y de investigación de la región de Borgoña-Franco Condado, tiene su sede en Besanzón, en el campus de la Bouloie.
Las actividades de investigación de la universidad se llevan a cabo en estrecha colaboración con el CNRS, el INSERM y el centro hospitalario universitario regional de Besanzón. Los laboratorios de Besanzón son particularmente reconocidos en los campos de las ciencias ambientales y de la salud, las ciencias humanas y sociales y la ingeniería y las ciencias básicas.

## Deporte

### Escenarios deportivos
El Palacio de Deportes Ghani Yalouz es el principal polideportivo de la aglomeración. Inaugurado en 1967 y reformado en 2005, su capacidad es flexible, desde 3.380 plazas en configuración balonmano hasta 4.200 plazas en configuración baloncesto. El estadio principal es el Estadio Léo-Lagrange, inaugurado en 1939 y renovado entre 2003 y 2005. Con una capacidad de 11.500 asientos, alberga exclusivamente partidos de fútbol. Otros tres estadios están ubicados en la ciudad, el estadio Rosemont, el estadio Orchamps y el estadio Henri Joran en el distrito Velotte. La ciudad cuenta con una pista de hielo, la pista de hielo La Fayette, dos piscinas olímpicas cubiertas (Mallarmé y La Fayette), dos piscinas exteriores (Chalezeule y Port Joint) y diez gimnasios. Un rocódromo ubicado cerca del estadio Léo Lagrange ofrece vías que pueden culminar a 18 metros del suelo. El centro de cultura urbana de Besançon (CCUB) ubicado en el distrito de Saint-Claude es un espacio cubierto de 2000 m² inaugurado en 2019 y dedicado a las disciplinas de deslizamiento (patín sobre ruedas, ciclismo BMX, monopatinaje) y prácticas de equilibrio (parkour, slackline). Se ha instalado dos skateparks al aire libre en el centro de la ciudad a orillas del Doubs en los sectores de Chamars y Prés-de-Vaux. Otras instalaciones destacadas se encuentran en el territorio de los municipios periféricos. En Montfaucon, a las puertas de Besançon, hay un sitio de vuelo libre para parapente y ala delta, así como una roca que ofrece cerca de 150 vías de escalada de 20 a 40 metros. El campo de golf de Besançon está situado en la localidad de La Chevillotte y tiene 18 hoyos.

### Clubes y deportistas de Besançon
En el campo de los deportes de equipo, la ciudad actualmente está representada a nivel nacional principalmente en la disciplina de balonmano. El club Entente Sportive Bisontine Femenino (ESBF), fundado en 1970, juega en primera división. Es el club más exitoso de la ciudad con en particular 4 títulos de campeón de Francia y una copa de Europa. Grand Besançon Doubs Handball (GBDH), sección de balonmano masculino, participó en 4 temporadas en primera división y 29 temporadas en segunda división. Está jugando para la temporada 2021-2022 en segunda división.
En fútbol, la ciudad cuenta con dos clubes que juegan en el Campeonato Francés Nacional 3, quinto nivel del sistema de ligas de fútbol de Francia: Racing Besançon (RB) y Besançon Football (BF).
El baloncesto está presente con el club Besançon Avenir Comtois (BesAC).
En el campo de los deportes individuales a nivel profesional y amateur, la ciudad se destaca en el boxeo con el medallista olímpico Khedafi Djelkhir, la lucha libre con el medallista olímpico Ghani Yalouz, el tiro con arco con Jean-Charles Valladont varias veces medallista en el campeonato mundial y europeo y plata medallista en los Juegos Olímpicos de Río, judo, ciclismo (Amicale Cycliste Bisontine), halterofilia (La Française de Besançon) y piragüismo (Société Nautique Bisontine, 2º club francés). Besançon también alberga el club Franche-Comté Judo Besançon con 90 podios nacionales, 50 títulos de campeón de Francia en todas las categorías y 20 podios europeos y mundiales.

### Eventos deportivos
A partir de 2019, Grand Besançon Métropole organiza un festival llamado «Grandes Heures Nature» dedicado a disciplinas deportivas al aire libre como el senderismo, el trail running, el piragüismo, la escalada, el ciclismo de montaña y el ciclismo en ruta. Se lleva a cabo durante cuatro días durante el mes de junio. La ciudad de Besançon es una regular etapa en el Tour de Francia, que acogió 18 veces entre 1903 y 2022. El Trail des Forts de Besançon se lleva a cabo desde 2004 todos los años en mayo y ofrece cuatro rutas de senderos de 48, 28, 19 y 10 kilómetros, el recorrido más largo siendo registrado entre las diez etapas del National Trail Tour.

## Sitios y monumentos

### La ciudadela y el sistema de fortificaciones

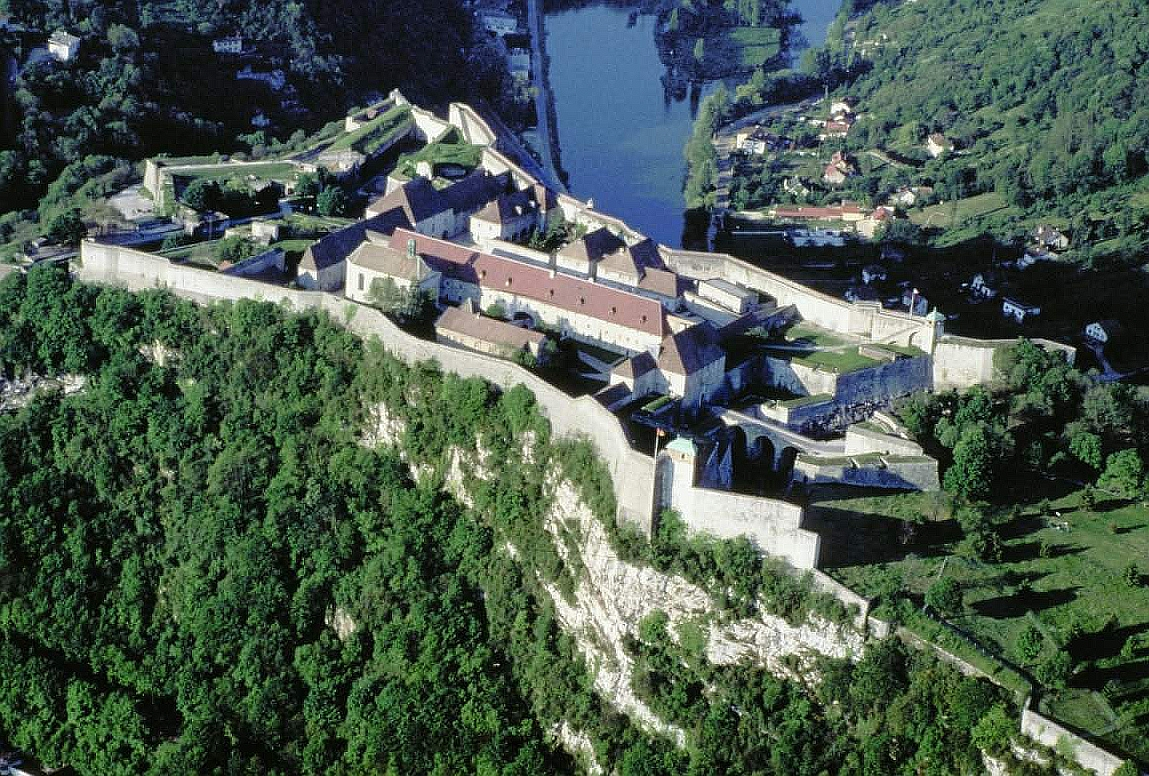
La Ciudadela de Besanzón

El monumento que constituye el símbolo de la ciudad de Besanzón es la ciudadela construida por Vauban, el famoso ingeniero militar del rey Luis XIV. Se edificó entre 1668 y 1711 en el emplazamiento del Mont Saint-Étienne, destacando a más de 100 metros sobre la antigua ciudad. La ciudadela es la atracción turística más visitada de la región del Franco Condado y uno de los más visitados de Francia con alrededor de 270 000 visitantes cada año.
Hoy, la ciudadela es un centro multicultural que cuenta con dos museos: el Museo de la Resistencia y de la Deportación y el Musée Comtois que presenta las tradiciones populares de la región de Franco Condado. El monumento posee también un jardín zoológico especializado en la preservación de especies en vías de desaparición (macacos de Japón, tigres de Siberia...), un acuario, un insectarium (insectos vivientes) y un noctarium (animales nocturnos de la región).

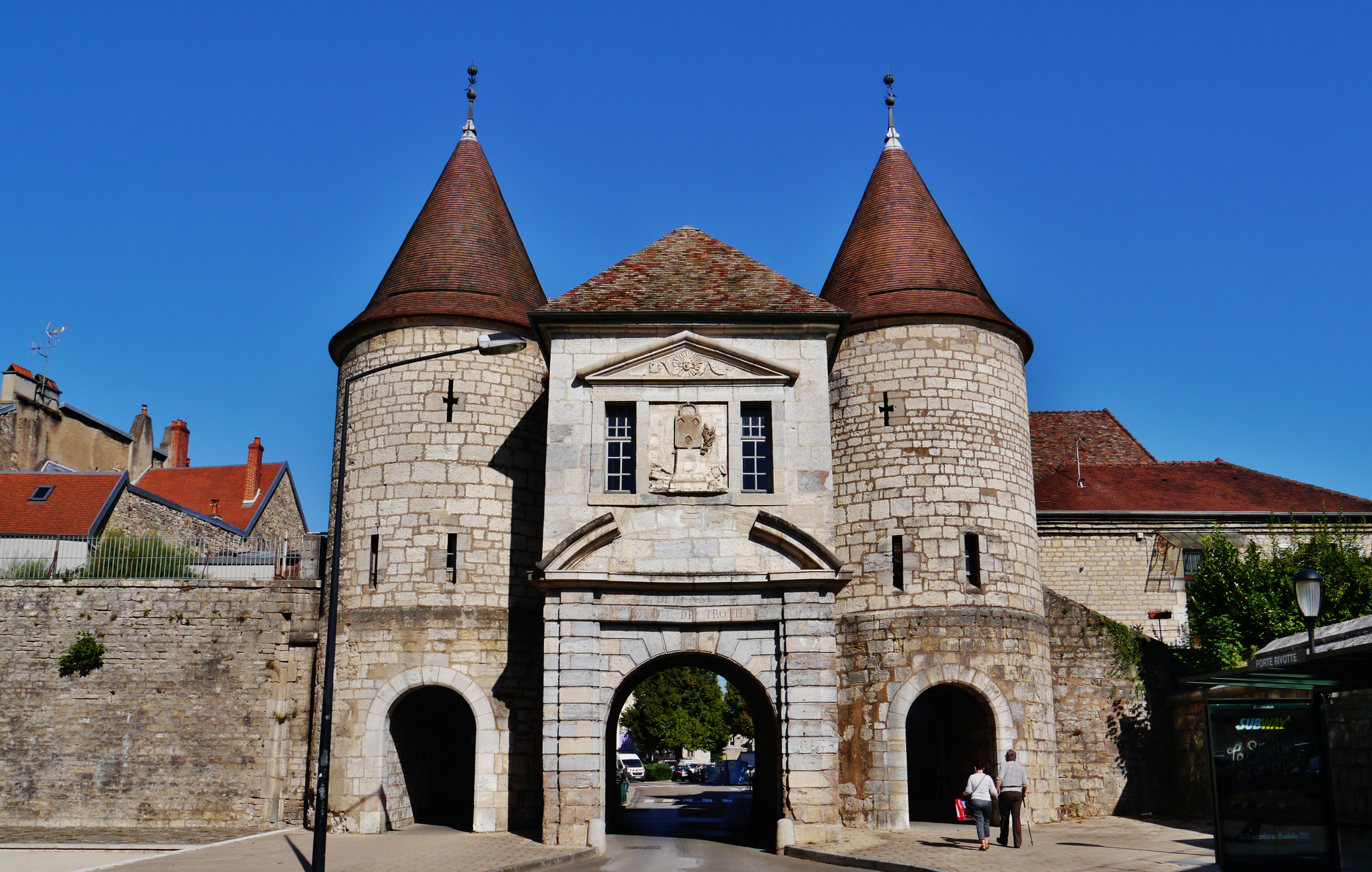
Puerta Rivotte de Besanzón

La ciudadela es la llave del sistema de fortificaciones, pero muchos otros edificios militares se pueden destacar en la ciudad y sus alrededores. Además de la ciudadela, Vauban edificó el Fort Griffon que puede considerarse como una segunda ciudadela, un cinturón de murallas para el cual diseñó bastiones con bóvedas gruesas y dos plantas desde donde disparar al atacante, y cuarteles para albergar una guarnición de 1500 a 2000 soldados.

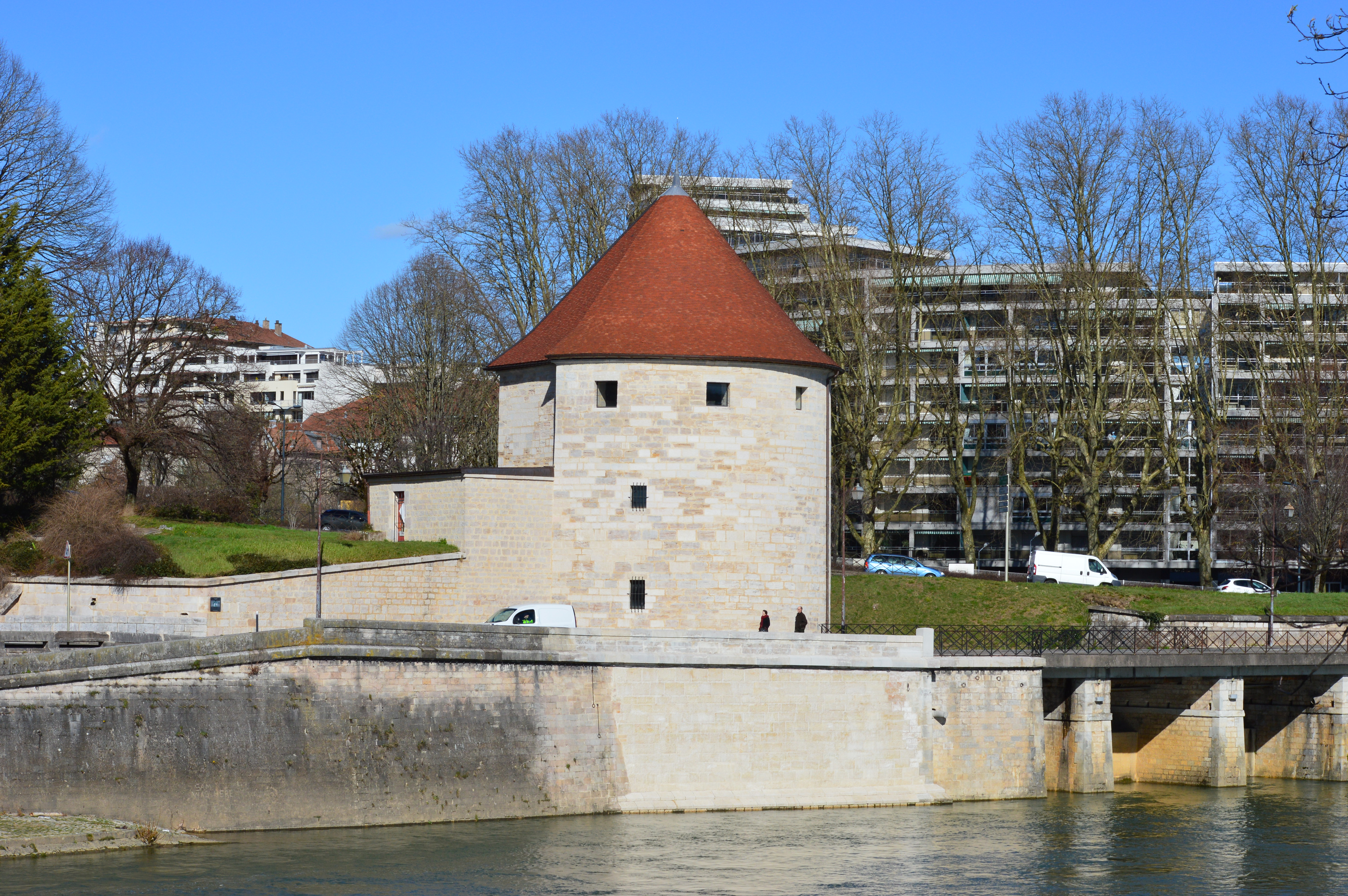
Torre de la Pelote

Había también fortificaciones anteriores a las de Vauban, pero pocas subsistieron: la torre Montmart (1526), la puerta tallada (1546), la torre de la Pelote (1546) y la puerta Rivotte (siglo XIV).
Otras fortificaciones se levantaron durante los siglos XVIII y XIX para hacer frente a los avances de la artillería: se construyen fuertes semienterrados en todas las colinas alrededor de la ciudad: fuerte de Chaudanne, fuerte de Planoise, fuerte de Bregille, fuerte de Rosemont, fuerte de Beauregard.
En 2007, el Ministerio francés de la cultura ha aceptado la candidatura de Besanzón y quince otros lugares fortificados por Vauban como candidato francés a una inscripción en la lista de Lugares Patrimonio de la Humanidad de la Unesco por 2008.

### Los vestigios del antiguo Vesontio
Durante la antigüedad, Vesontio es una importante metrópolis de la Galia romana. Luego se adorna con monumentos, algunos de los cuales han sobrevivido, las excavaciones arqueológicas realizadas a discreción de los sitios de construcción a menudo revelan nuevos descubrimientos que datan de este período.

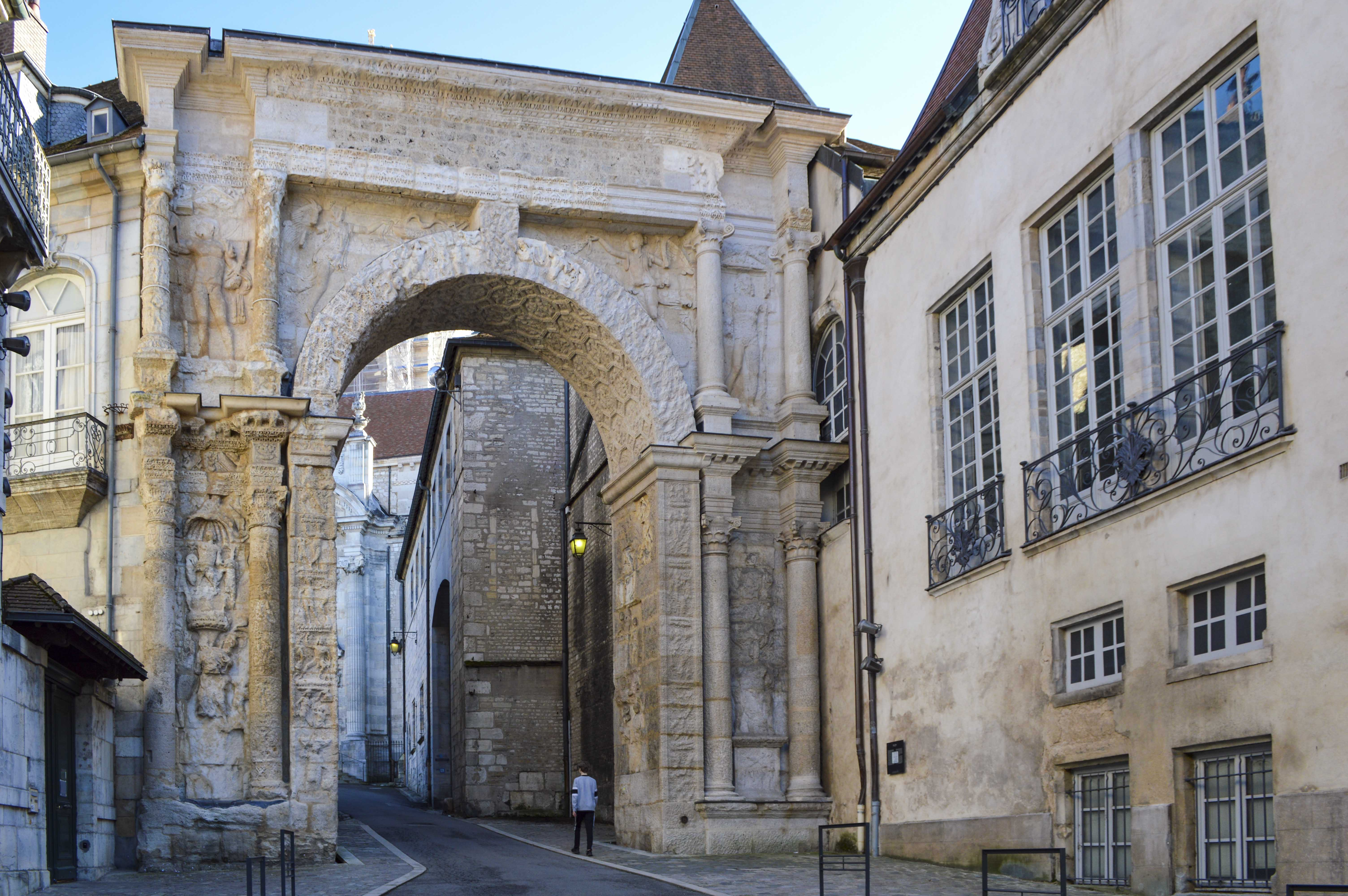
Puerta Negra de Besanzón
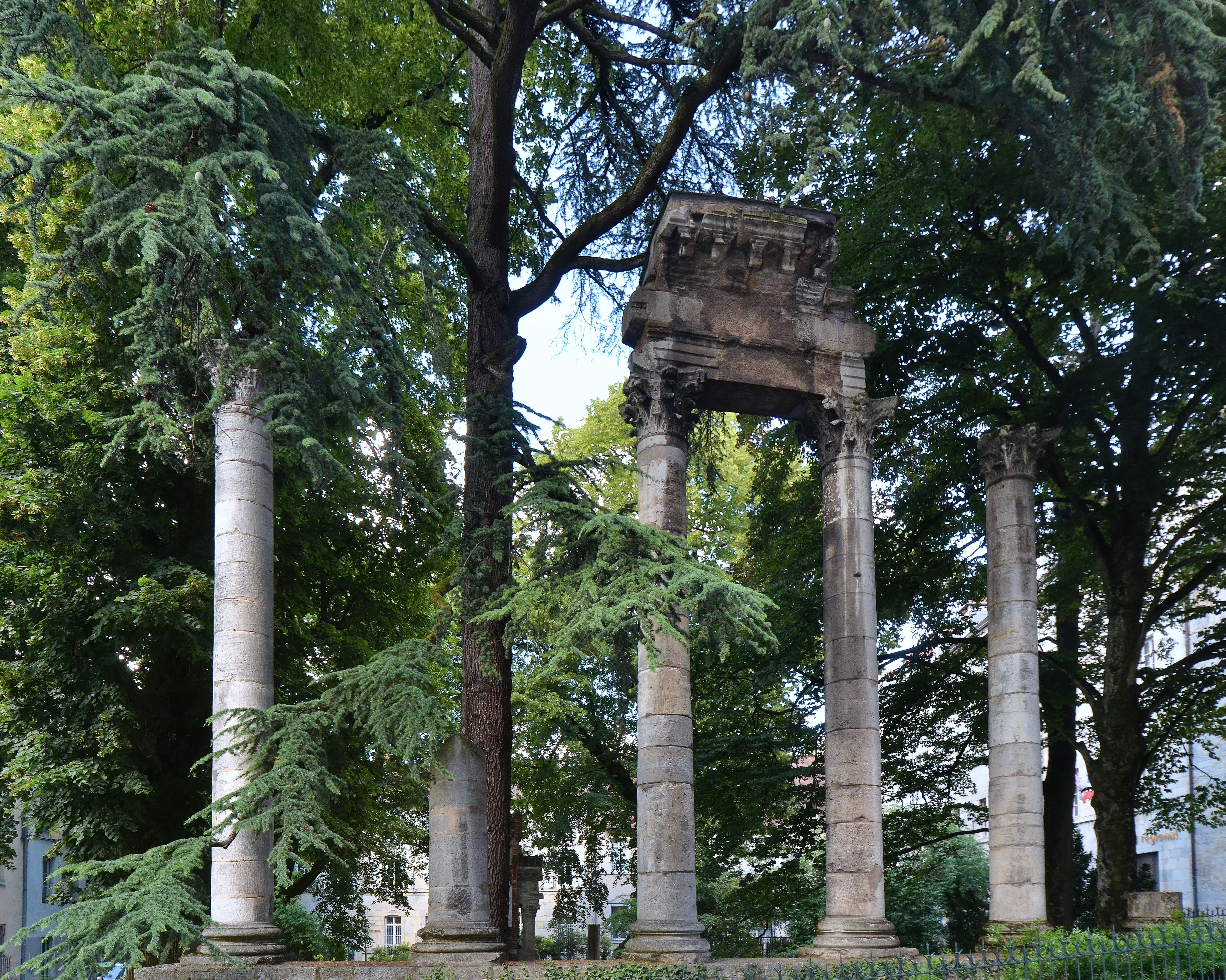
Parque Castan
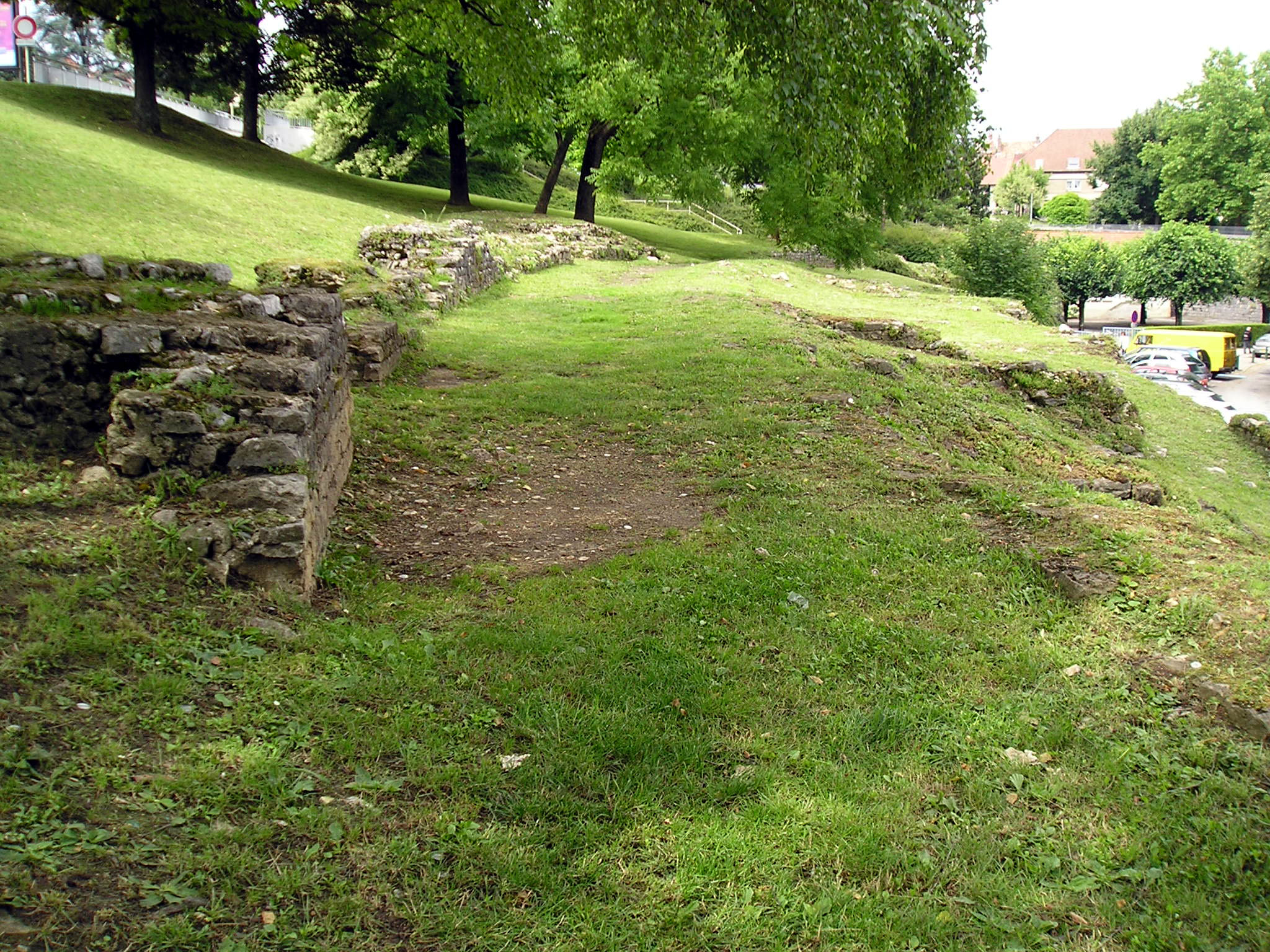
Vestigios del anfiteatro de Besanzón
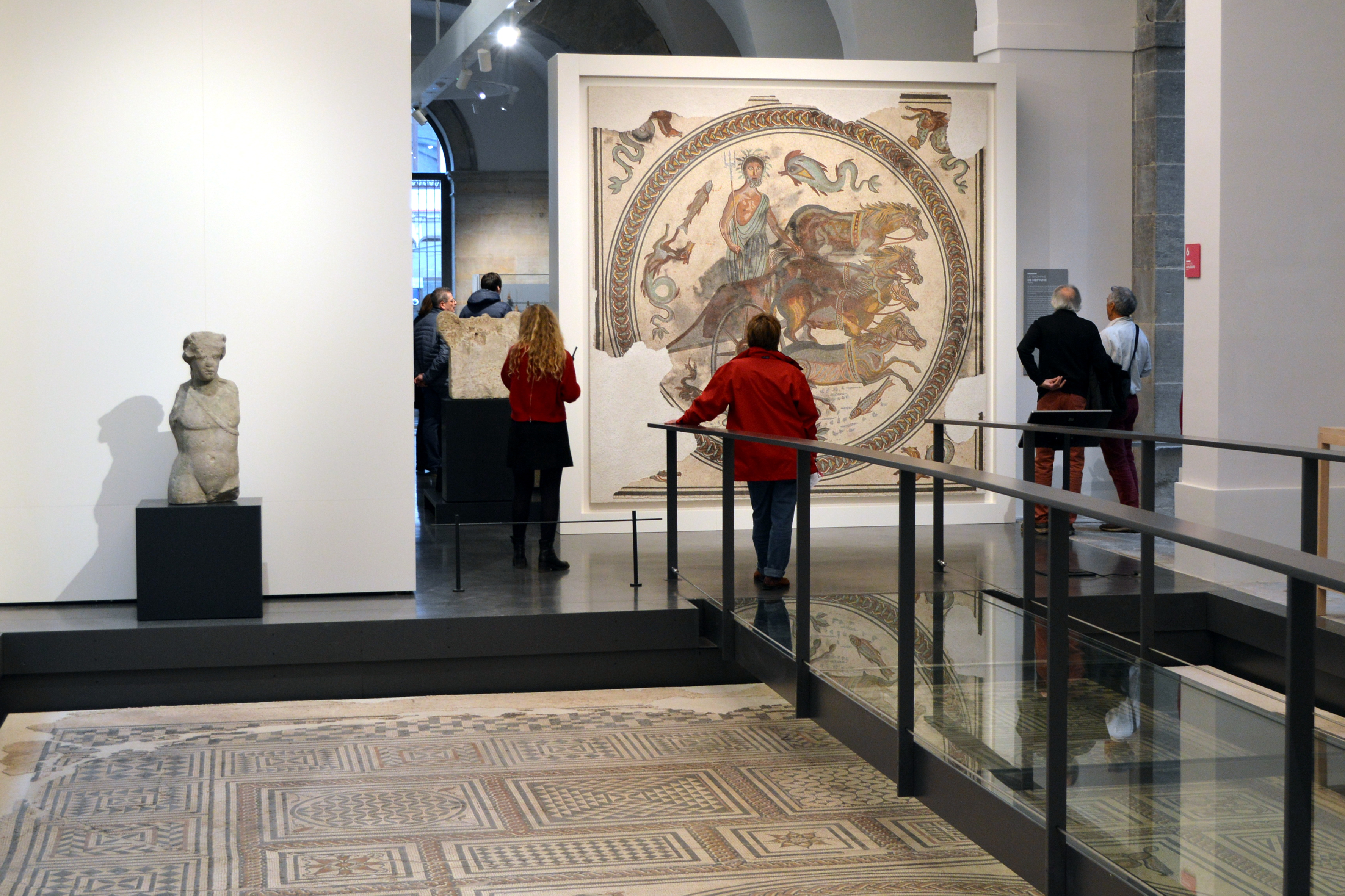
Mosaicos romanos de la antigua Vesontio

El monumento más emblemático y mejor conservado de este período es la Puerta Negra (Porte Noire en francés), un arco de triunfo galorromano construido bajo el reinado de Marco Aurelio durante el siglo II (aproximadamente 175 d. C.) en el distrito de Saint-Jean. Muy deteriorado por los caprichos del clima y la contaminación, fue objeto de una larga y difícil operación de restauración a principios del siglo XXI. Inmediatamente debajo se encuentra el Parque Castan, que presenta un conjunto de restos arqueológicos del siglo II o III que incluyen ocho columnas corintias.
En la otra orilla del río Doubs, en el distrito de Battant, se pueden ver los restos de la plaza de toros de Vesontio: solo se descubrieron unos pocos pasos y cimientos, porque sus piedras se usaron ampliamente en la Edad Media para la construcción de otros edificios.

### Arquitectura religiosa

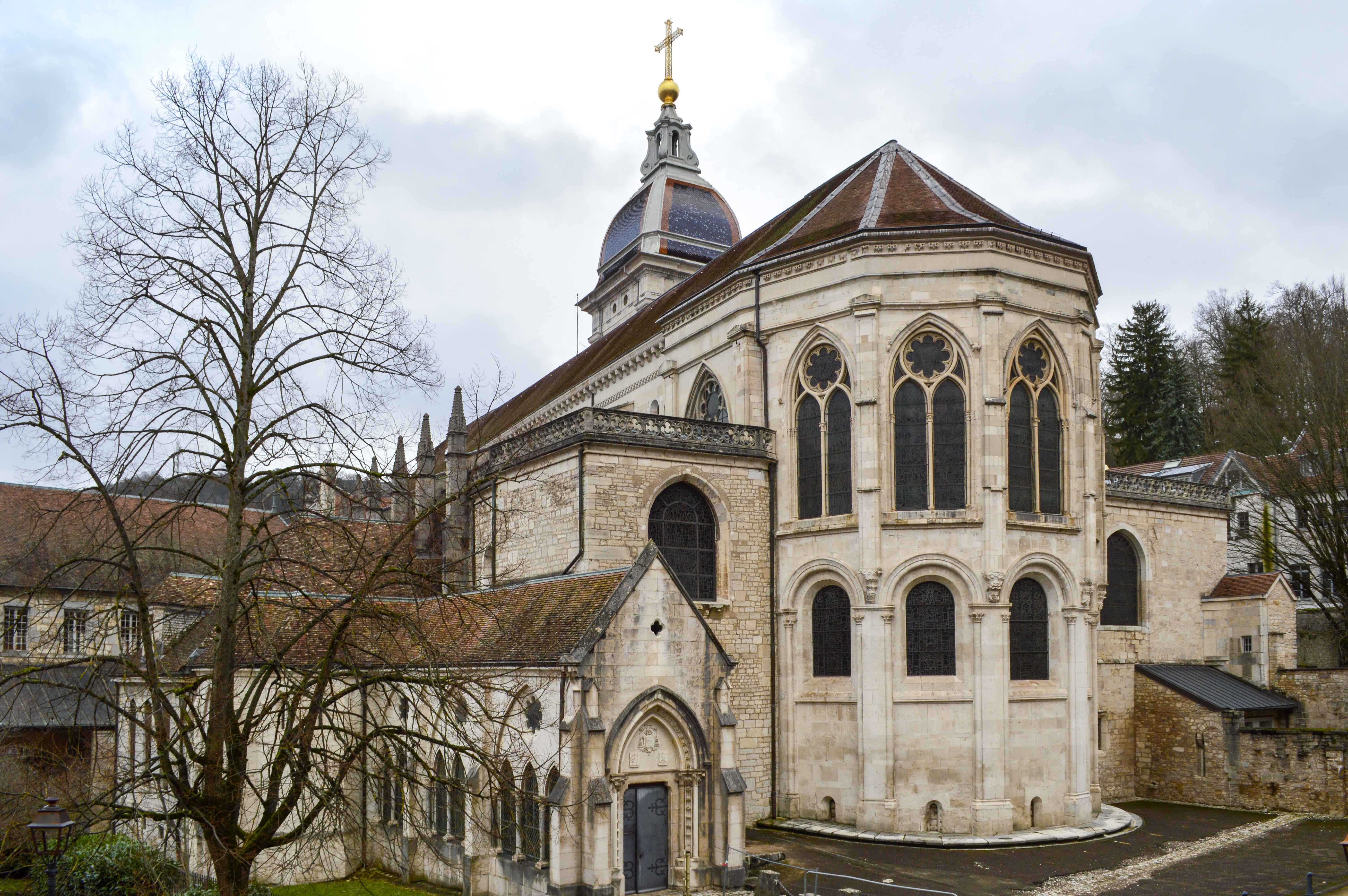
Catedral San Juan de Besanzón
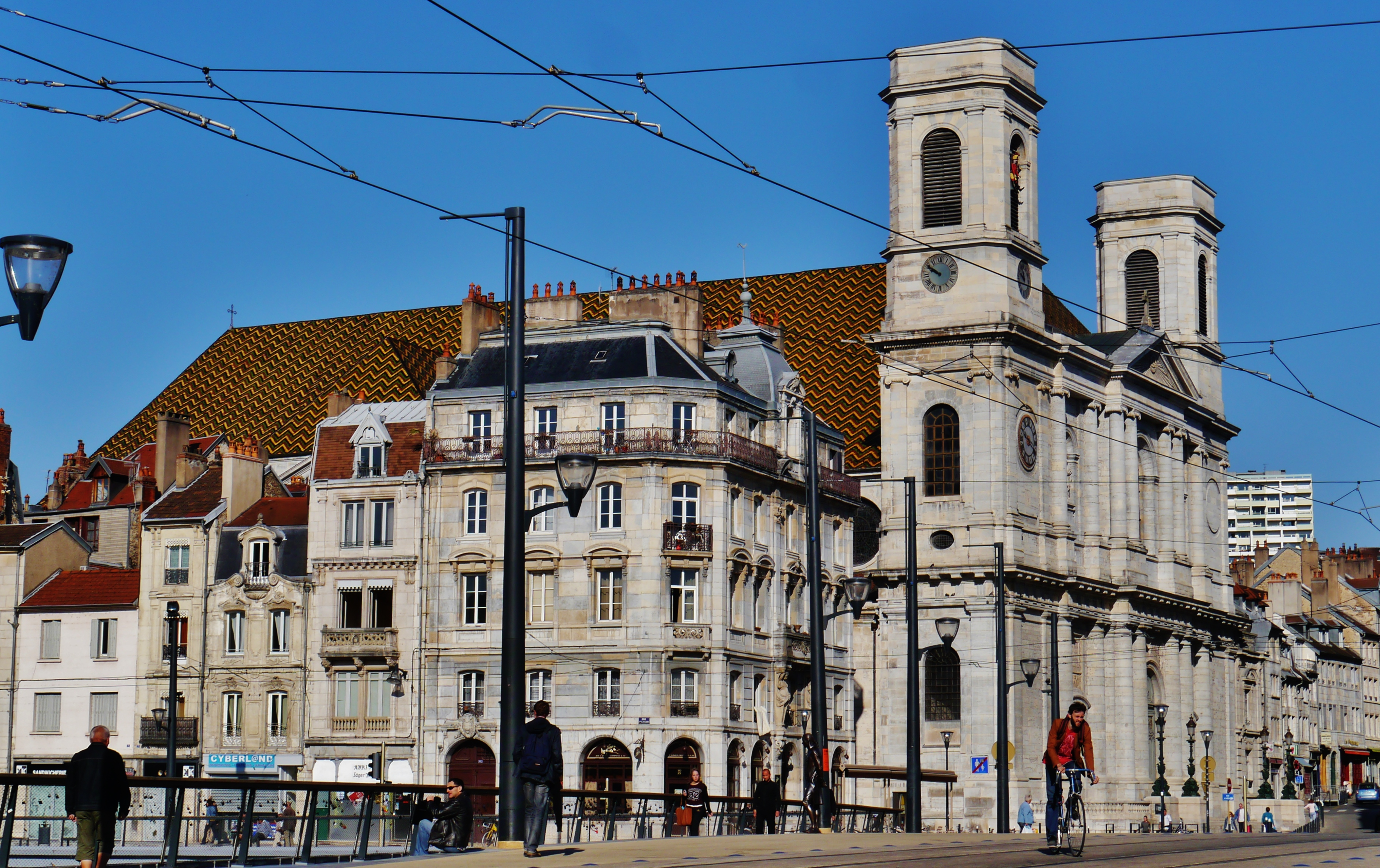
Iglesia de Santa Maria Magdalena
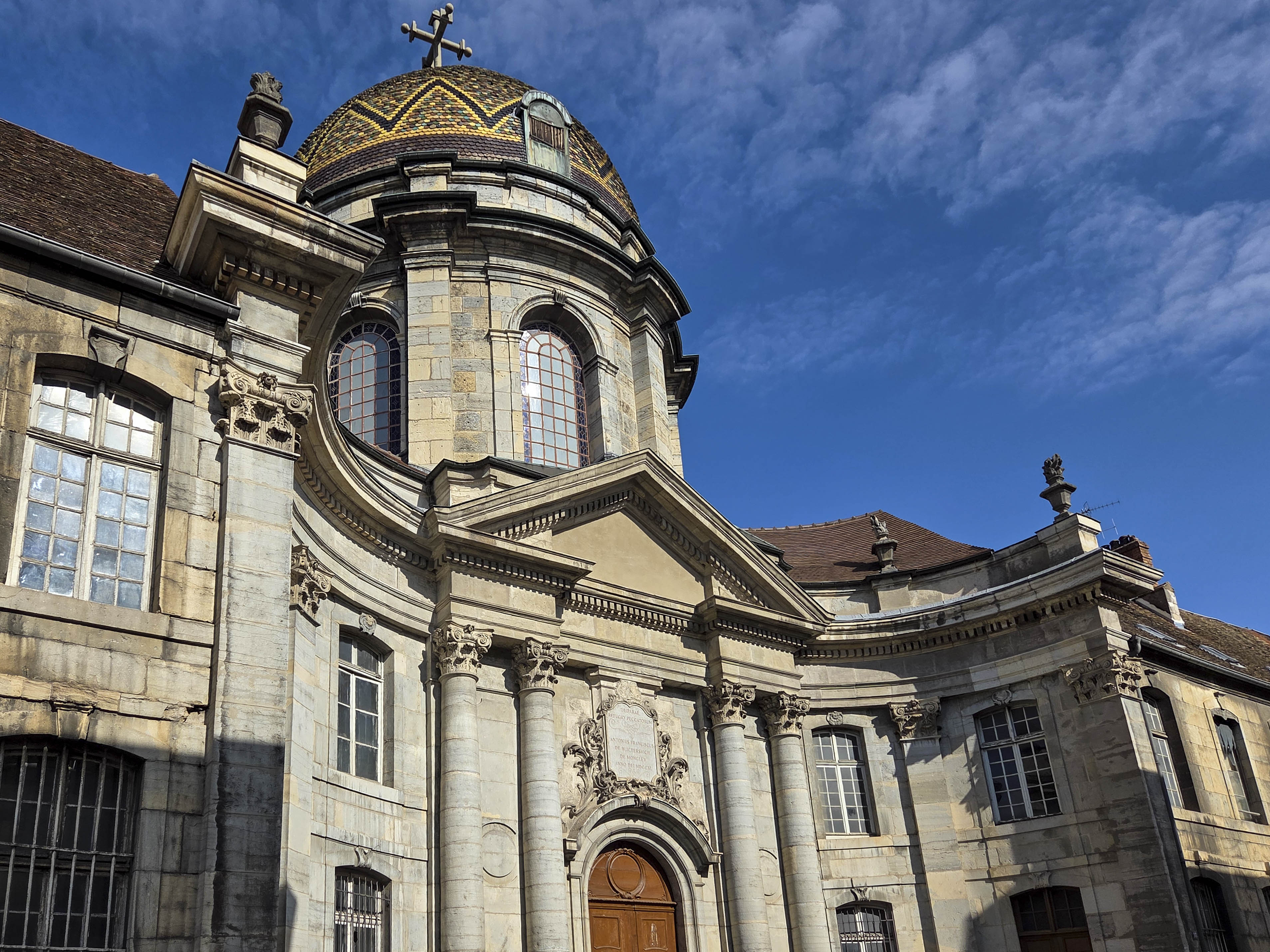
Capilla de Notre-Dame-du-Refuge
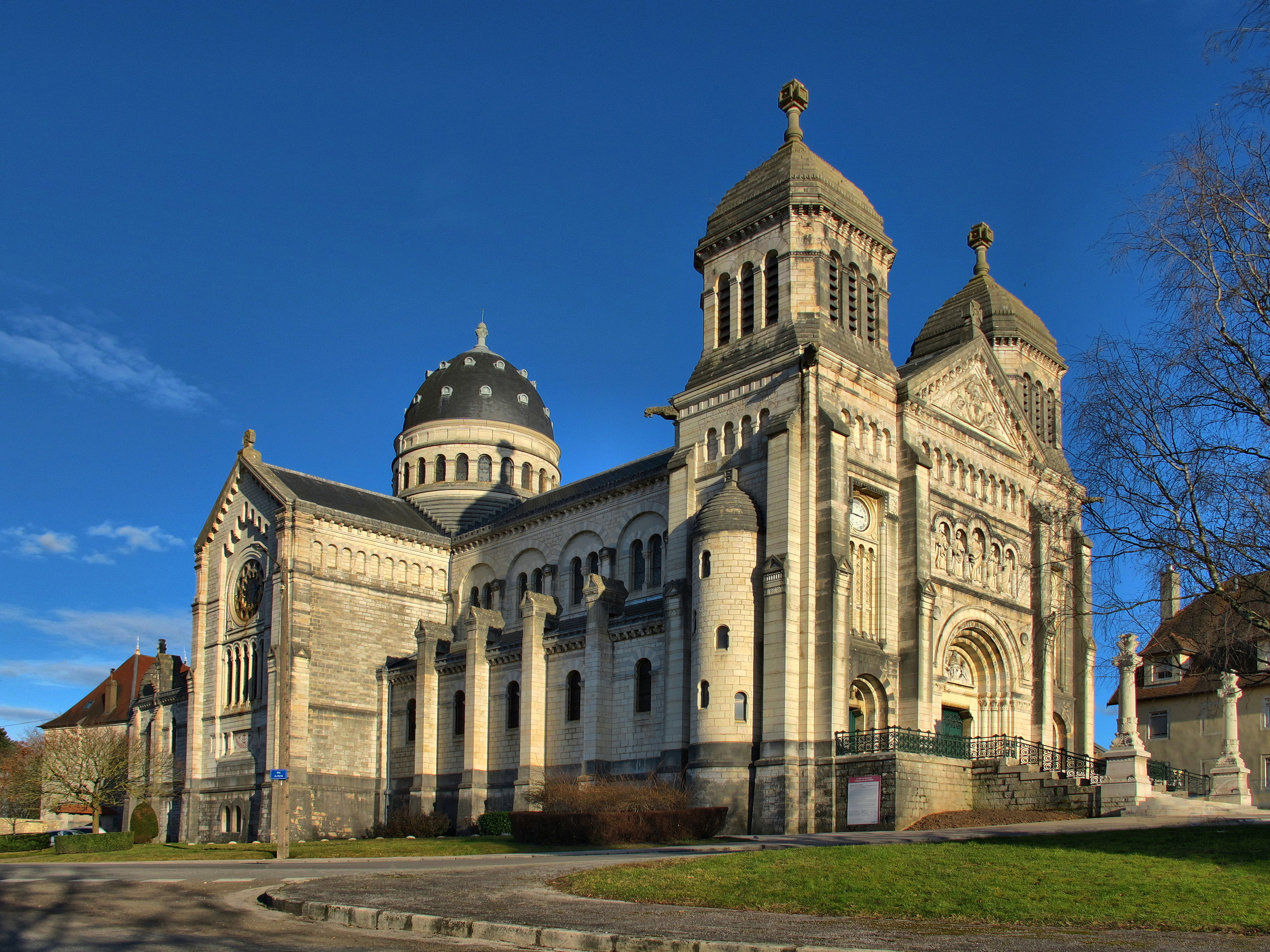
Basílica de San Ferjeux
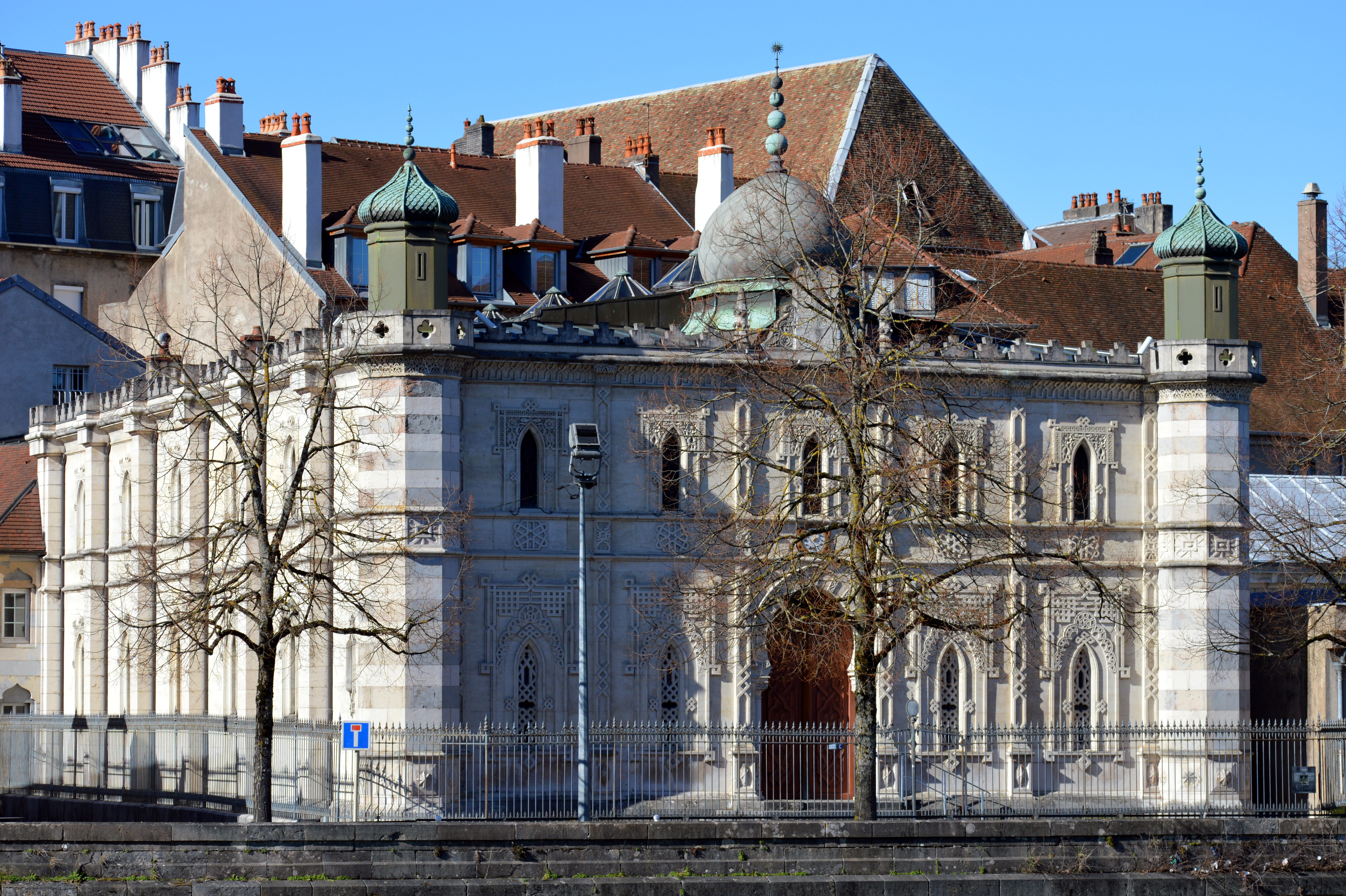
Sinagoga de Besanzón
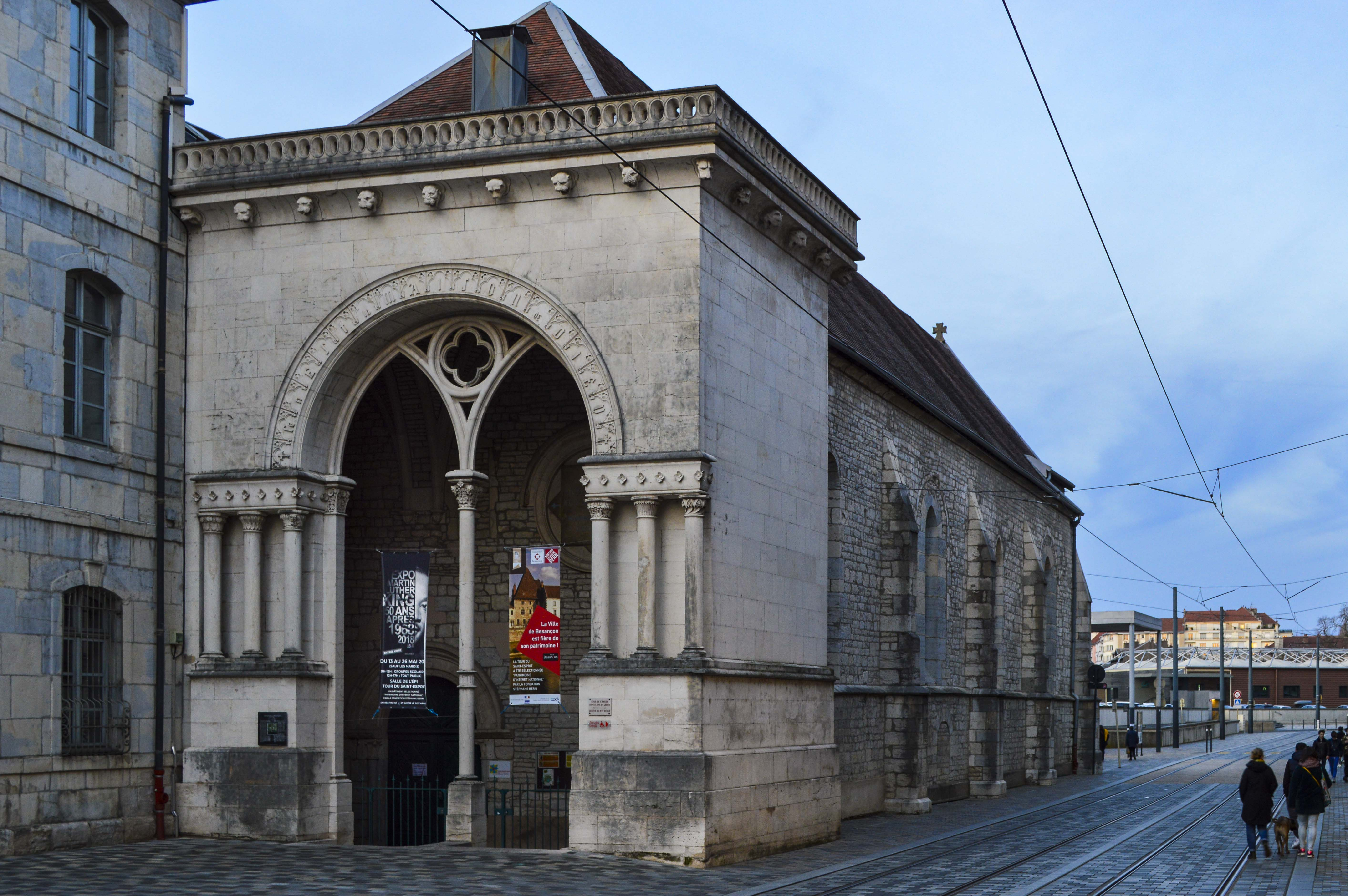
Templo protestante

Después de haber adquirido una sede episcopal ya en el siglo III, las iglesias y abadías se multiplicaron durante el período de la Edad Media. Importantes construcciones o reconstrucciones de edificios religiosos tuvieron lugar en el siglo XI durante el episcopado de Hugues I de Salins y muchas iglesias se adornan o reconstruyen después de la conquista francesa de 1674. En 1842, la Iglesia del Espíritu Santo se cede oficialmente a la comunidad protestante, mientras que la comunidad judía inaugura su sinagoga en 1869. Finalmente, la comunidad musulmana construyó dos mezquitas a fines del siglo XX y principios del siglo XXI.
El edificio religioso dedicado al culto católico más importante de Besançon es la catedral de San Juan, de arquitectura gótica, que data de los siglos IX, XII y XVIII. Contiene dos ábsides y contiene una obra maestra de Fra Bartolomeo, la pintura de la Virgen con santos pintada en 1512. La catedral domina el antiguo distrito capitular que incluye el arzobispado de Besanzón ubicado en el antiguo hotel Boistouset y el antiguo palacio arzobispal actualmente ocupado por el Rectorado de la Academia. El Gran Seminario fue construido entre 1670 y 1695 por el arzobispo Antoine-Pierre I de Grammont y se completó en el XVIII con la elevación del portal y la construcción de un hermoso edificio principal en el frente. La capilla presenta en la calle una elegante fachada de dos pisos de pilastras corintias. Su portal está coronado por un tímpano donde el escultor Huguenin representó a una Madonna con un Niño en 1848.
En el otro extremo del antiguo cardo y actual Grande Rue, se encuentra la iglesia Sainte-Madeleine elevada de 1746 a 1766 según los planes de Nicolas Nicole. Finalmente se completó en 1828-1830 con la construcción de sus dos torres, una de las cuales sirvió de percha para el famoso autómata carillonneur Jacquemart. Su cubierta está compuesta por tejas esmaltadas policromadas.
En el corazón del centro de la ciudad, la iglesia de Saint-Pierre, construida por Claude Joseph Alexandre Bertrand de 1782 a 1786, impresiona por la altura de su campanario, que sirvió como campanario en el ayuntamiento de la ciudad. La iglesia de Saint-Maurice, fundada en el siglo VI, se reconstruye desde 1711 hasta 1714 con una fachada jesuita coronada por un carillón. La iglesia de Notre-Dame corresponde a la antigua abadía benedictina de San Vicente, fundada en el siglo XI. Fue bajo el Imperio que se convirtió en la iglesia parroquial de Notre-Dame. Su fachada fue diseñada en 1720 por el arquitecto Jean-Pierre Galezot. Todavía hay una gran puerta de entrada a la abadía y el campanario del siglo XVI. Hoy está ocupada por la Facultad de Letras y Ciencias Humanas. La iglesia de San Francisco Javier, antigua capilla del Colegio de los Jesuitas, fue construida entre 1680 y 1688. Su plan tiene la forma de una cruz latina rodeada por pequeñas capillas laterales. Fue clausurado en 1975. La abadía de Saint-Paul, iglesia de la antigua abadía fundada alrededor de 628 por Saint Donat, arzobispo de Besanzón, fue reconstruida en los siglos XIV y XV. Ella tiene una hermosa vasija gótica. La capilla de Notre-Dame-du-Foyer, construida entre 1739 y 1745 por Nicolas Nicolas, fue anteriormente la capilla del Refugio antes de ingresar en el hospital de Saint-Jacques en 1802.
Fuera del casco antiguo, entre los importantes edificios católicos, se encuentra la Basílica de San Ferjeux, de estilo bizantino romano, construida en la cueva de los santos patronos de Besançon Saint Ferjeux y Saint Ferréol. Nuestra Señora de Buis, capilla del siglo XIX, domina la ciudad a 491 metros sobre el nivel del mar.
A la comunidad protestante se le asignó en 1842 el antiguo hospicio del Espíritu Santo, hoy templo del Espíritu Santo. Es un edificio gótico del siglo XIII y una capilla en el siglo XV y privado de su campanario durante la Revolución. Se distingue por su galería de madera tallada, obra maestra de un artista anónimo. Su portal neogótico fue construido en 1841 por el arquitecto Alphonse Delacroix en lugar del antiguo porche.
La comunidad judía, que prosperó en la ciudad a mediados del siglo XIX, construyó la sinagoga de Besançon de 1869 a 1871 sobre los planos del arquitecto Pierre Marnotte. Clasificado como un monumento histórico en 1984, es particularmente notable por su estilo morisco inspirado en la Alhambra de Granada.
Los lugares de culto más recientemente construidos en Besançon son de fe musulmana: la Mezquita Sounna, construida a finales del siglo XX en tierras donadas por la ciudad en el distrito de Saint-Claude y la Mezquita Al- Fath ubicado en el distrito de planoise.

### Edificios civiles
En el siglo XVI, se erigieron muchos palacios y mansiones privadas en los distritos de La Boucle y Battant. El más importante es el Palais Granvelle de arquitectura renacentista construido para Nicolás Perrenot de Granvela, consejero en el Consejo de Estado de Carlos I de España. Ahora alberga el Museo del Tiempo. El Ayuntamiento fue construido por el arquitecto Richard Maire, quien lo terminó en 1573. Tiene una fachada abombada al estilo de los palacios del Renacimiento italiano. Una gran hornacina en la fachada albergó hasta la Revolución una estatua de bronce de Carlos V montando un águila bicéfala. El Palacio de Justicia fue originalmente el segundo cuerpo del edificio del ayuntamiento. En 1582, el municipio decidió en efecto ampliar el ayuntamiento para establecer allí su patio y su capilla. Su construcción fue confiada al arquitecto Hugues Sambin, quien se inspiró mucho en el espíritu del Renacimiento. El Hôtel de Champagney fue construido en el barrio de Battant por Jacques Bonvalot, Señor de Champagney, durante la primera mitad del siglo XVI. Su hija Nicole Bonvalot, viuda de Nicolás de Granvelle, hizo remodelar el local y acondicionar el patio entre 1560 y 1565 por el arquitecto Richard Maire. Se distingue por las cuatro hermosas gárgolas que adornan su fachada y por su patio interior con pasaje abovedado y galerías con columnas de madera de gran belleza. El Hôtel Mareschal pertenecía a una importante familia de Besanzón, la familia Mareschal. Quemado el 4 de junio de 1516, Guillaume Mareschal lo hizo reconstruir en 1532 con una flora ornamental que presagiaba el Renacimiento. Colocó en el frontón de la puerta principal un escudo con su escudo de armas: "Argenta con una banda de azur cargada de tres estrellas de oro y acompañada de dos racimos de uvas moradas, frondosas y pedunculadas Vert, que desde la punta con la cola abajo” que aún se veía durante la Revolución. Otros edificios notables que datan del siglo XVI incluyen los hoteles de Chevanney, Gauthiot d'Ancier, Anvers, Bonvalot y Bouteiller. En ese momento, las colinas alrededor de Besançon estaban cubiertas de vides: la ciudad ha conservado de este importante viñedo pasado una docena de cabordes, antiguas cabañas de viticultores en piedra caliza seca.

Edificios del Renacimiento
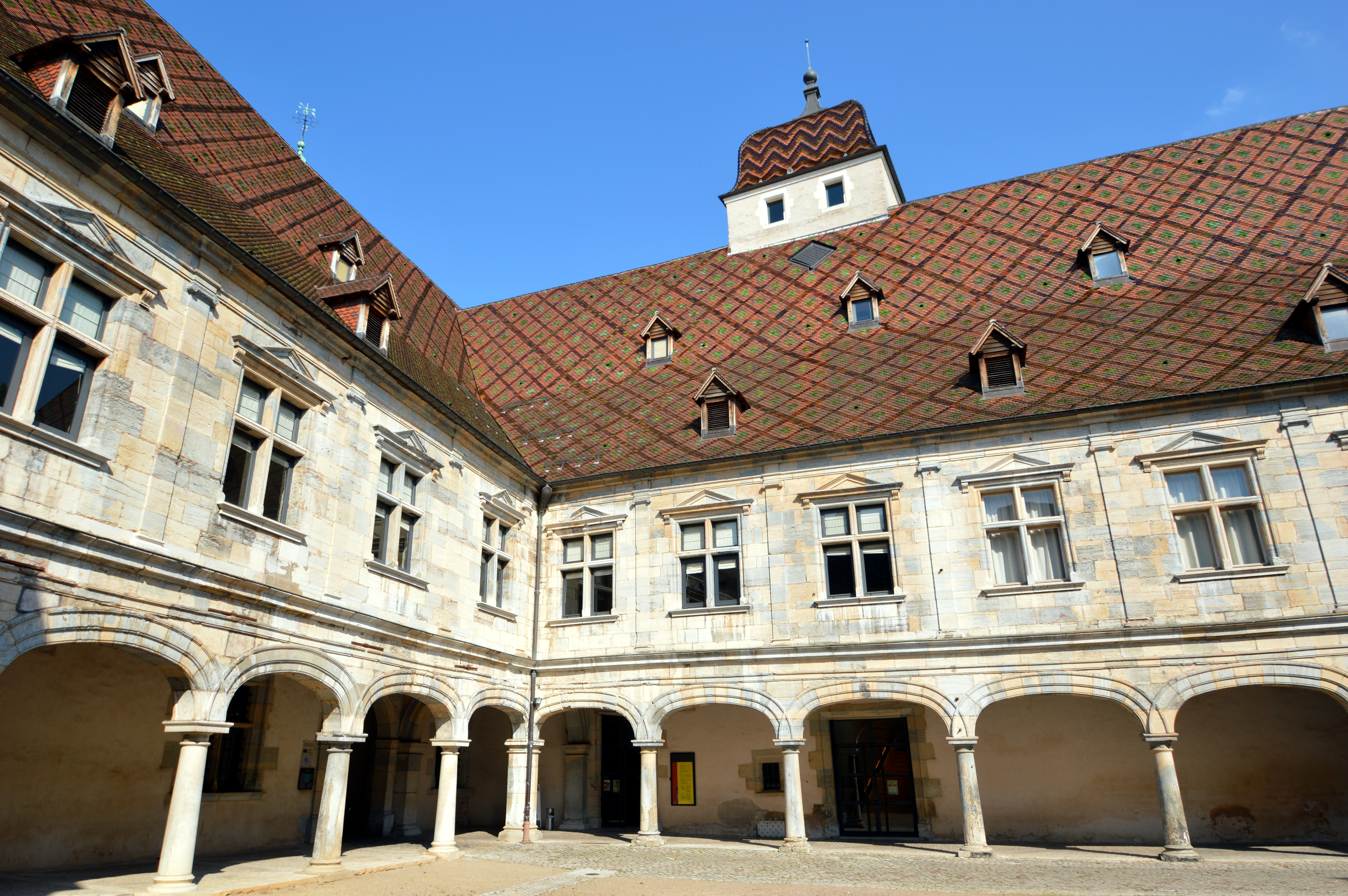
El Palais Granvelle
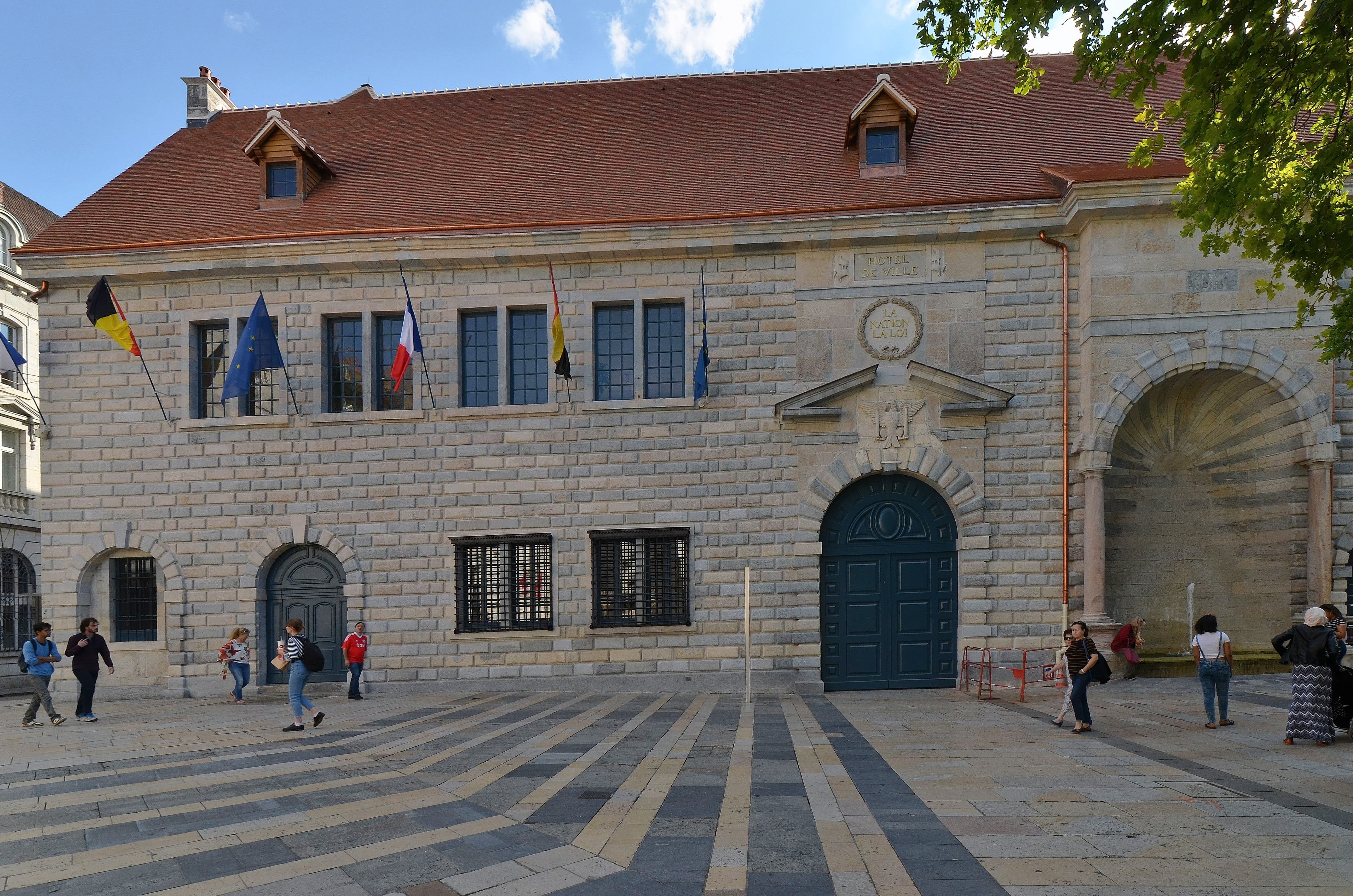
El Ayuntamiento
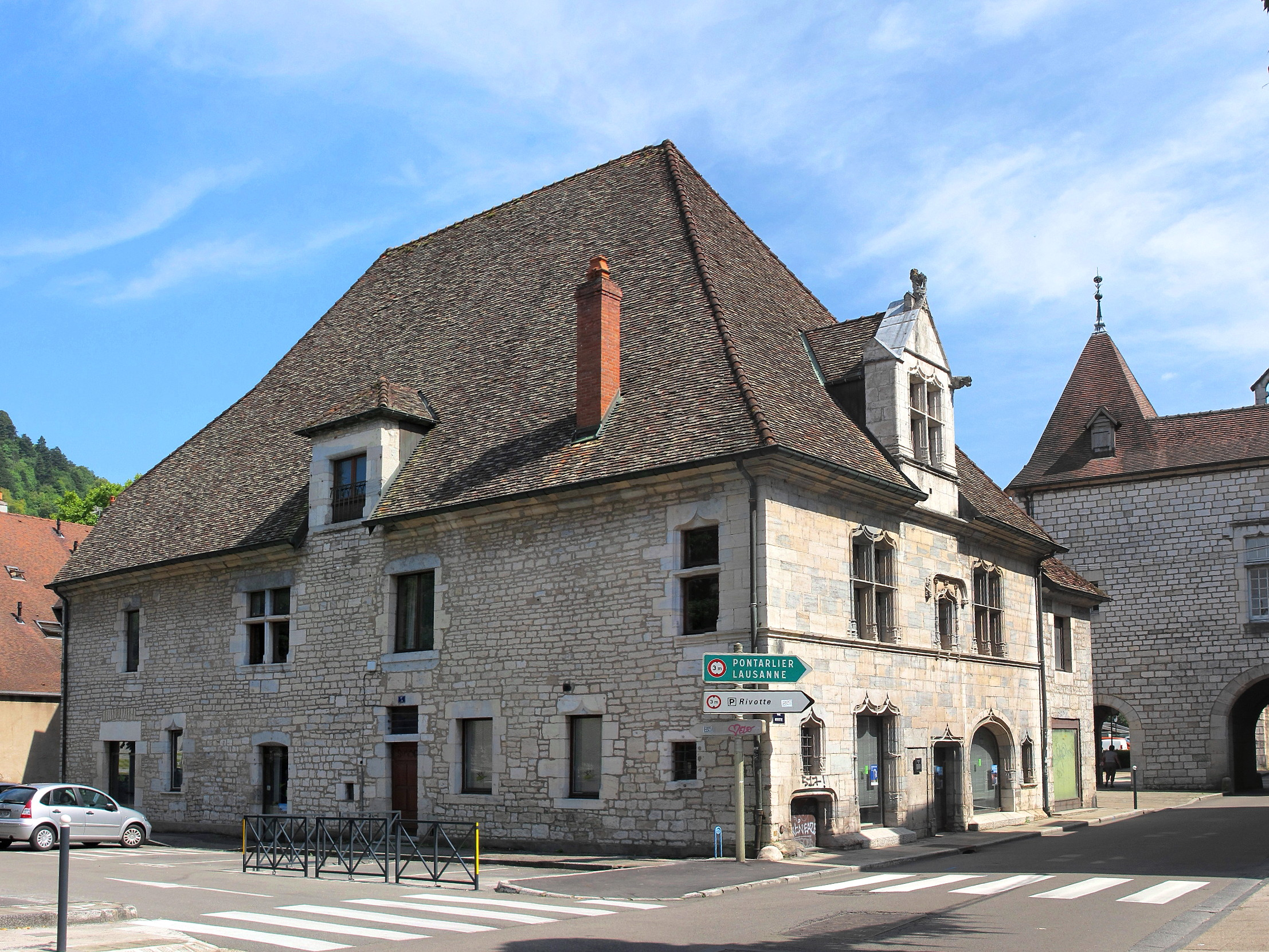
El Hôtel Mareschal
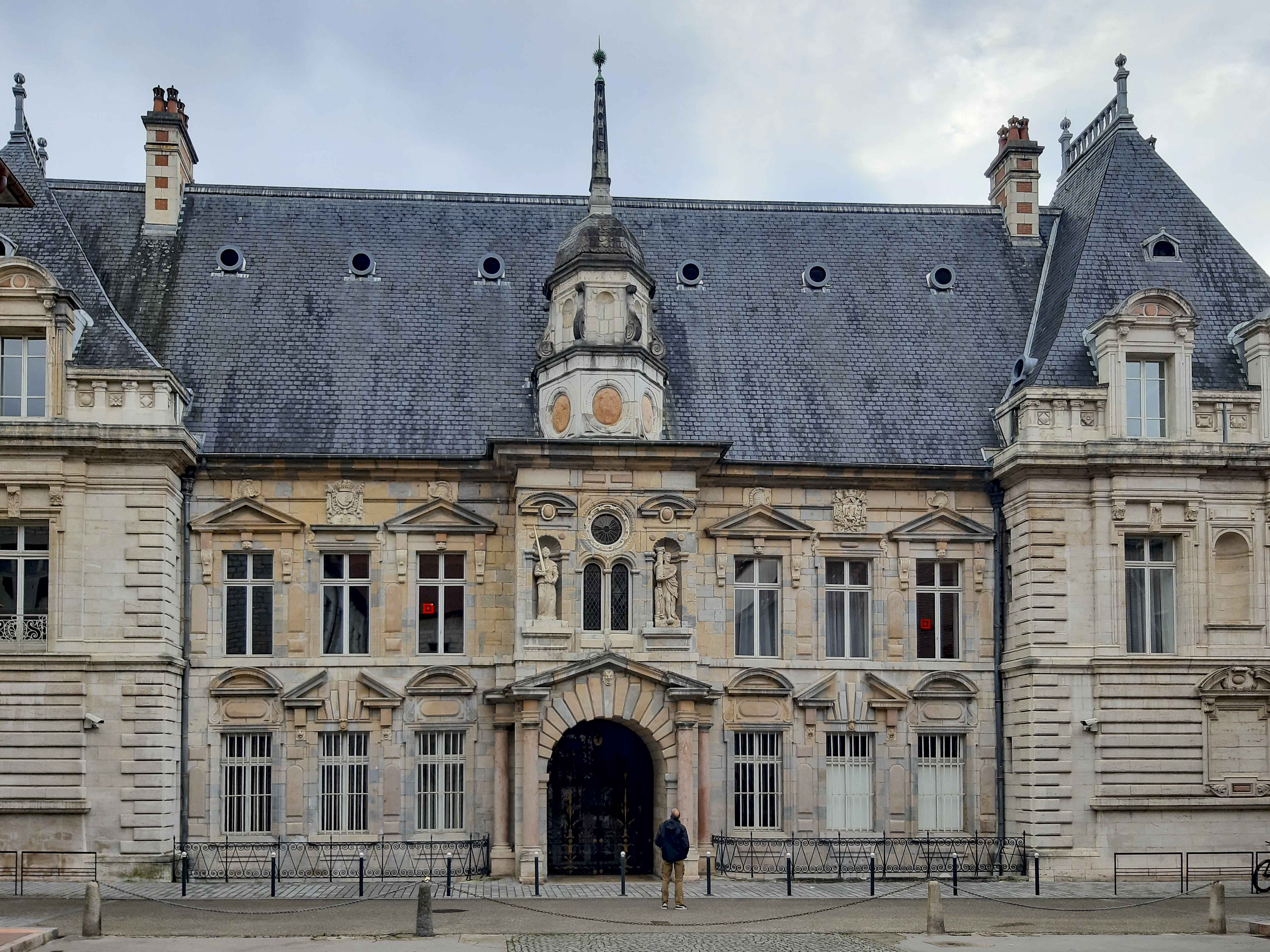
El Palacio de Justicia

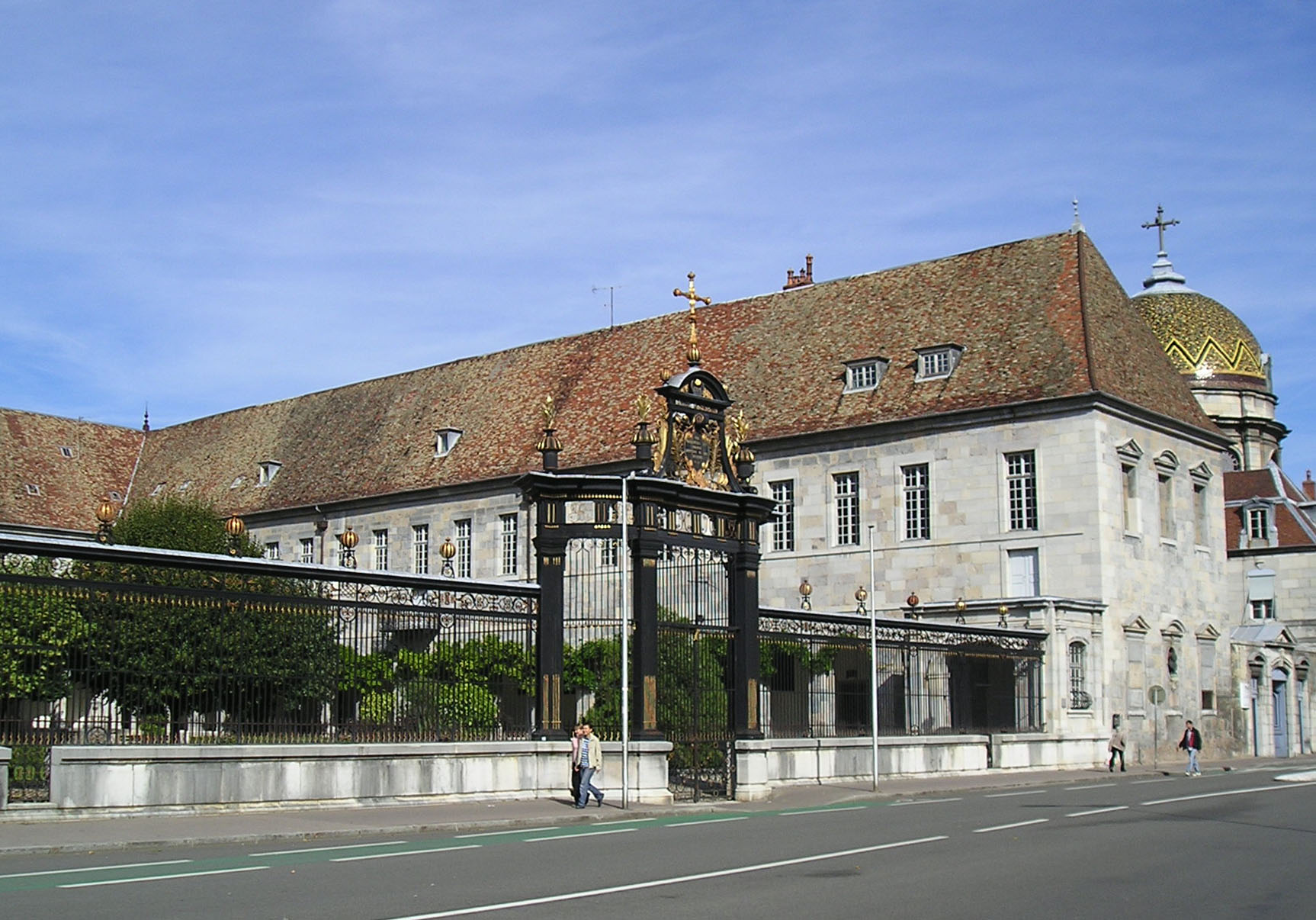
Antiguo hospital Saint-Jacques

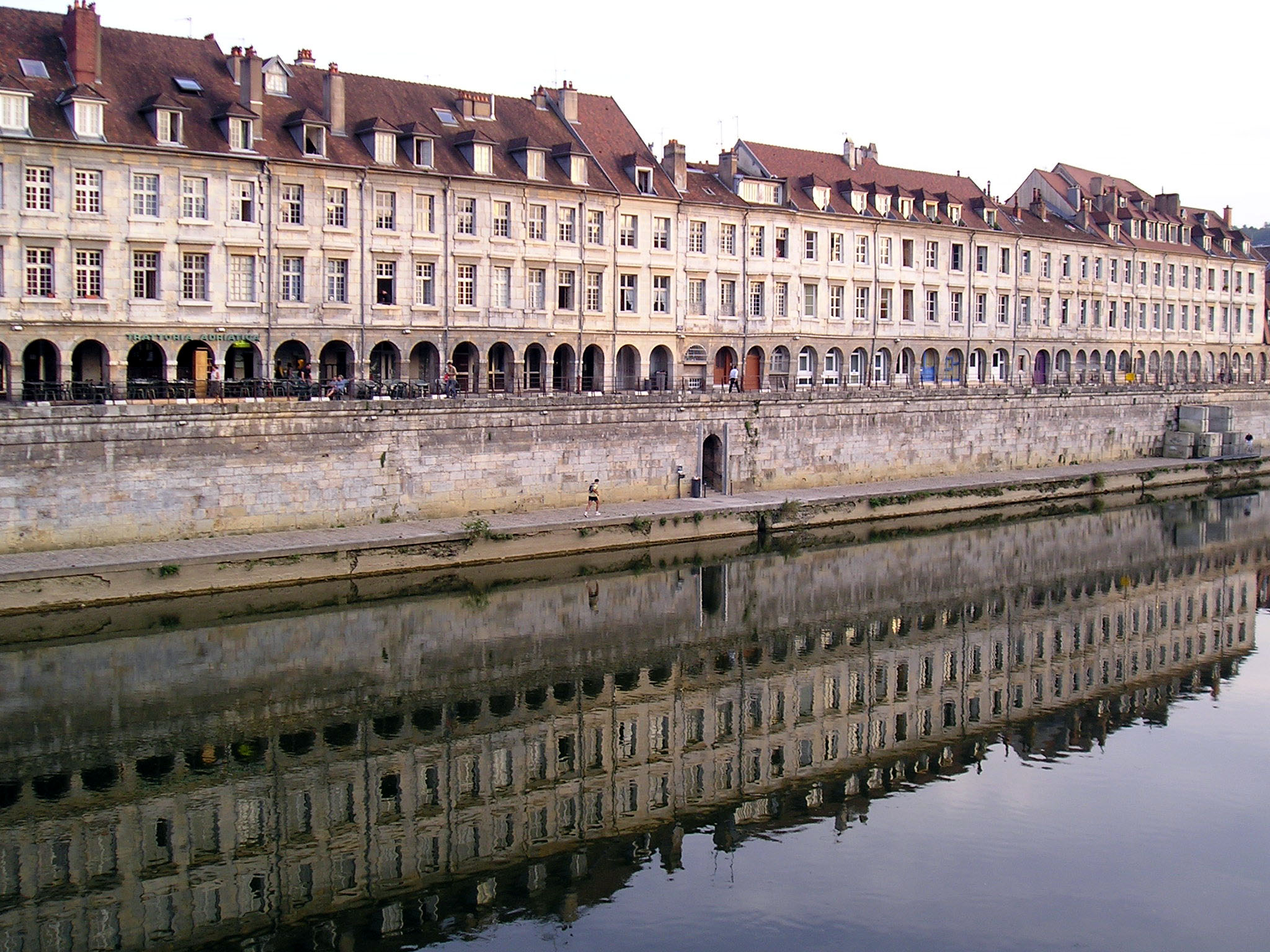
Quai Vauban

Justo después de la conquista francesa, los desarrollos fueron principalmente de carácter militar. No obstante, a finales del siglo XVII se erigieron otras dos construcciones notables. Las obras del hospital Saint-Jacques, que estaba destinado a sustituir el situado en la rue d'Arènes, se iniciaron en 1688 y finalizaron en 1701. Su puerta de entrada monumental, ejecutada por el cerrajero Nicolas Chapuis en 1703, fue sustituida por una copia. El Quai Vauban fue construido entre 1691 y 1695 por el ingeniero Isaac Robelin. Es un conjunto monumental de casas con soportales.
El Hôtel de Grammont, antiguo hotel del chambelán (tesorero de la cámara episcopal) reconstruido en el siglo XVIII. Actualmente es la sede de la Academia de Besançon.
Durante el Siglo de las Luces, el urbanismo de la ciudad sufrió importantes transformaciones y la construcción de notables edificios, debido sobre todo a su nueva condición de capital. El Hôtel de l'Intendance, la actual prefectura de Doubs, fue construido entre 1771 y 1778 a petición del intendente Charles André de Lacoré. Los planos fueron elaborados por el gran arquitecto parisino Victor Louis y la obra supervisada por el arquitecto de Besançon Nicolas Nicole. Adopta la planta tradicional de las casonas privadas, con un patio principal que presenta una fachada compuesta por seis columnas jónicas rematadas por un frontón y un jardín en la parte trasera del edificio cuya fachada está adornada con una rotonda que avanza levemente sobre el jardín. El Théâtre Ledoux fue encargado por M. de Lacoré a Claude-Nicolas Ledoux, quien dibujó los planos y confió su construcción a Claude-Joseph-Alexandre Bertrand, que comenzó en 1778 y terminó con su inauguración el 9 de agosto de 1784 bajo el ladrón de Luis V José de Borbón-Condé. Con un aforo de 2.000 butacas, se consideró muy innovador, ya que contaba con suelo de butacas, sala de anfiteatro sin camerinos y fue el primero del mundo en tener foso de orquesta. El 29 de abril de 1958, un dramático incendio destruyó por completo el interior y el techo del edificio. Los muros son los únicos testigos que han sobrevivido, incluida la fachada y sus seis columnas monumentales. Muchas mansiones también atestiguan la prosperidad de la ciudad durante este período. El Hôtel Terrier de Santans fue construido entre 1770 y 1772 para el marqués Terrier de Santans, primer presidente del parlamento, por el arquitecto Claude Bertrand. Otras familias eminentes recurren a los más grandes arquitectos para sus residencias: los Hôtels Petit de Marivat, de Magnoncourt, Boistouset, de Courbouzon, de Clévans, de Camus, Querret, Terrier y de Rosières.
Aunque los baños termales de Besançon fueron completamente destruidos en la década de 1950, la ciudad ha conservado una serie de edificios emblemáticos de su pasado termal: el Grand Hôtel des Bains inaugurado en 1893, el casino municipal ubicado en un edificio de estilo Belle Époque inaugurado en 1882 o el Kursaal inaugurado en 1893. De esta época de la Belle Époque data también el observatorio astronómico, creado por decreto presidencial en 1878 y levantado de 1883 a 1884 según planos del arquitecto Étienne-Bernard Saint-Ginest, el Café du Commerce, una brasserie de la segunda mitad del siglo XIX con una rica decoración interior en estilo Belle Époque.

Edificios de la Belle Époque
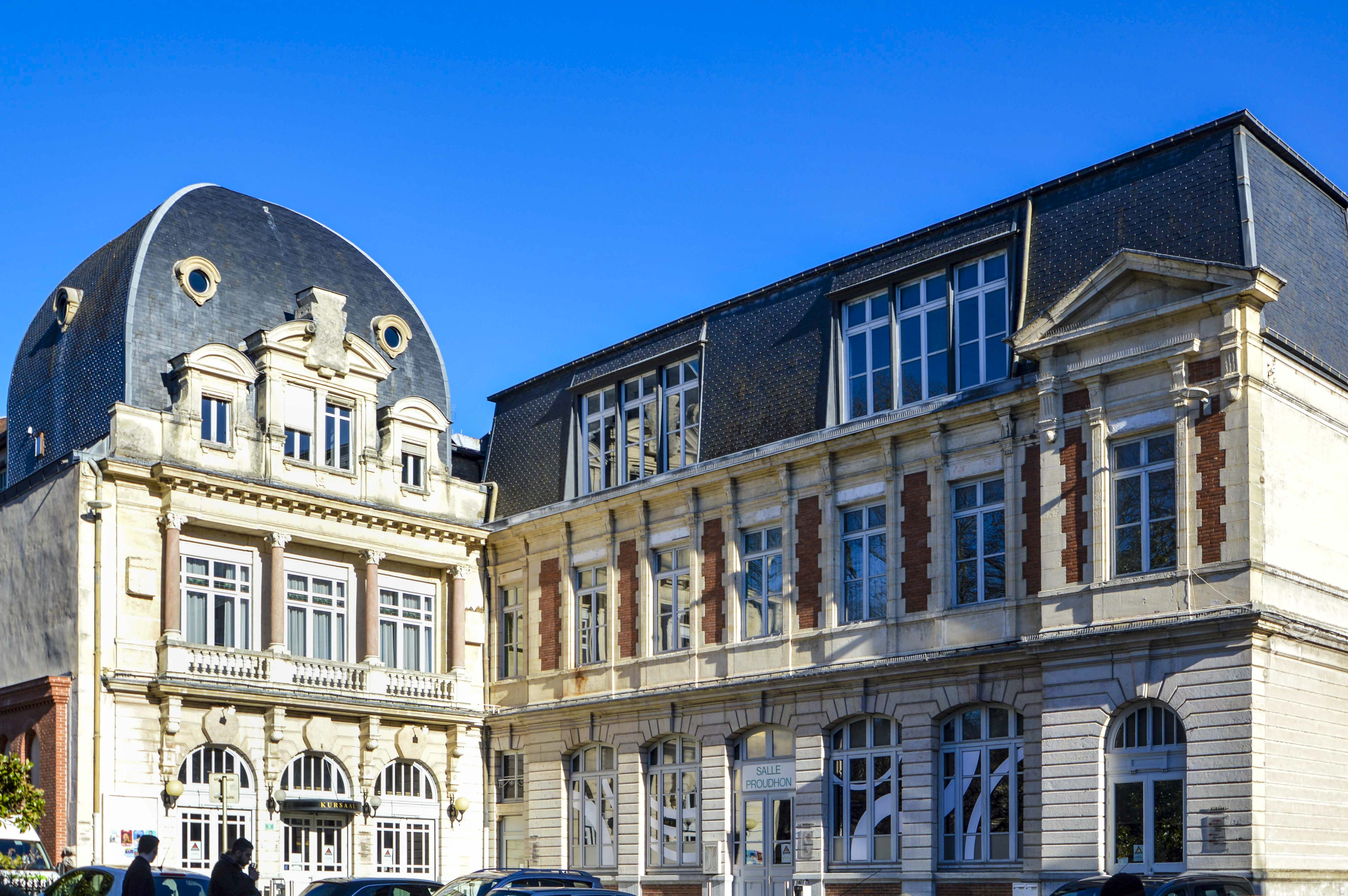
El Kursaal
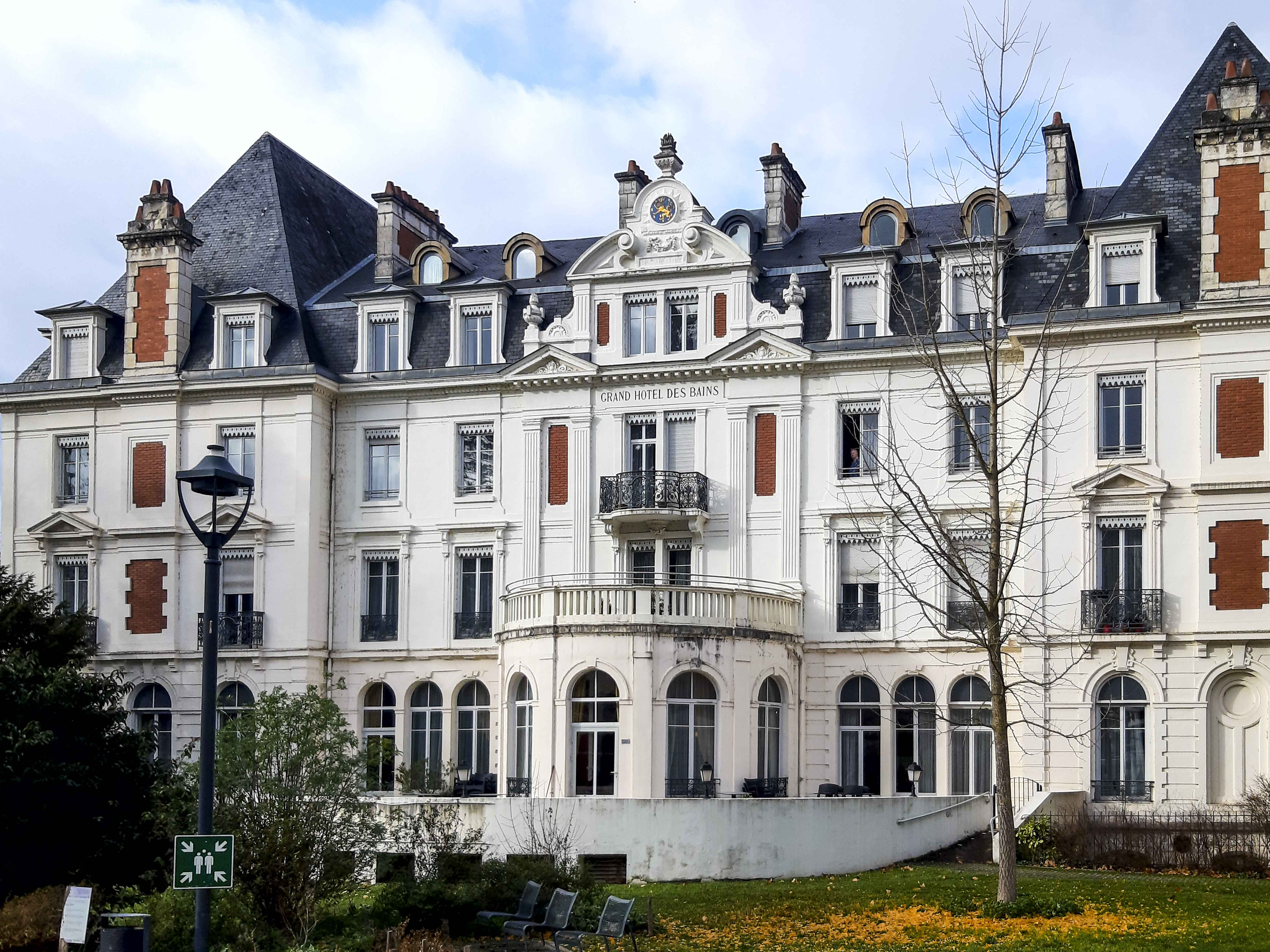
El Grand Hôtel des Bains
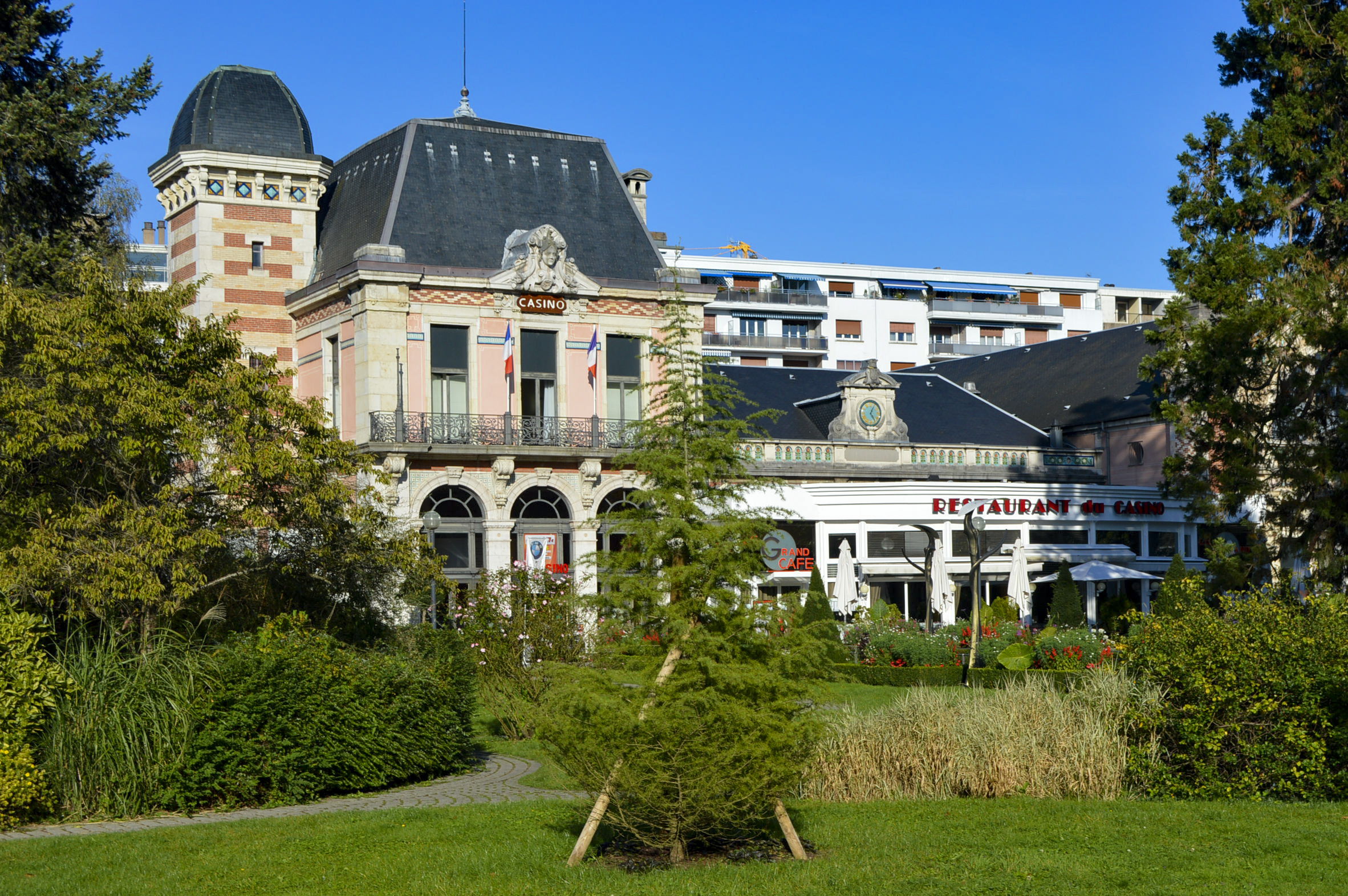
El casino
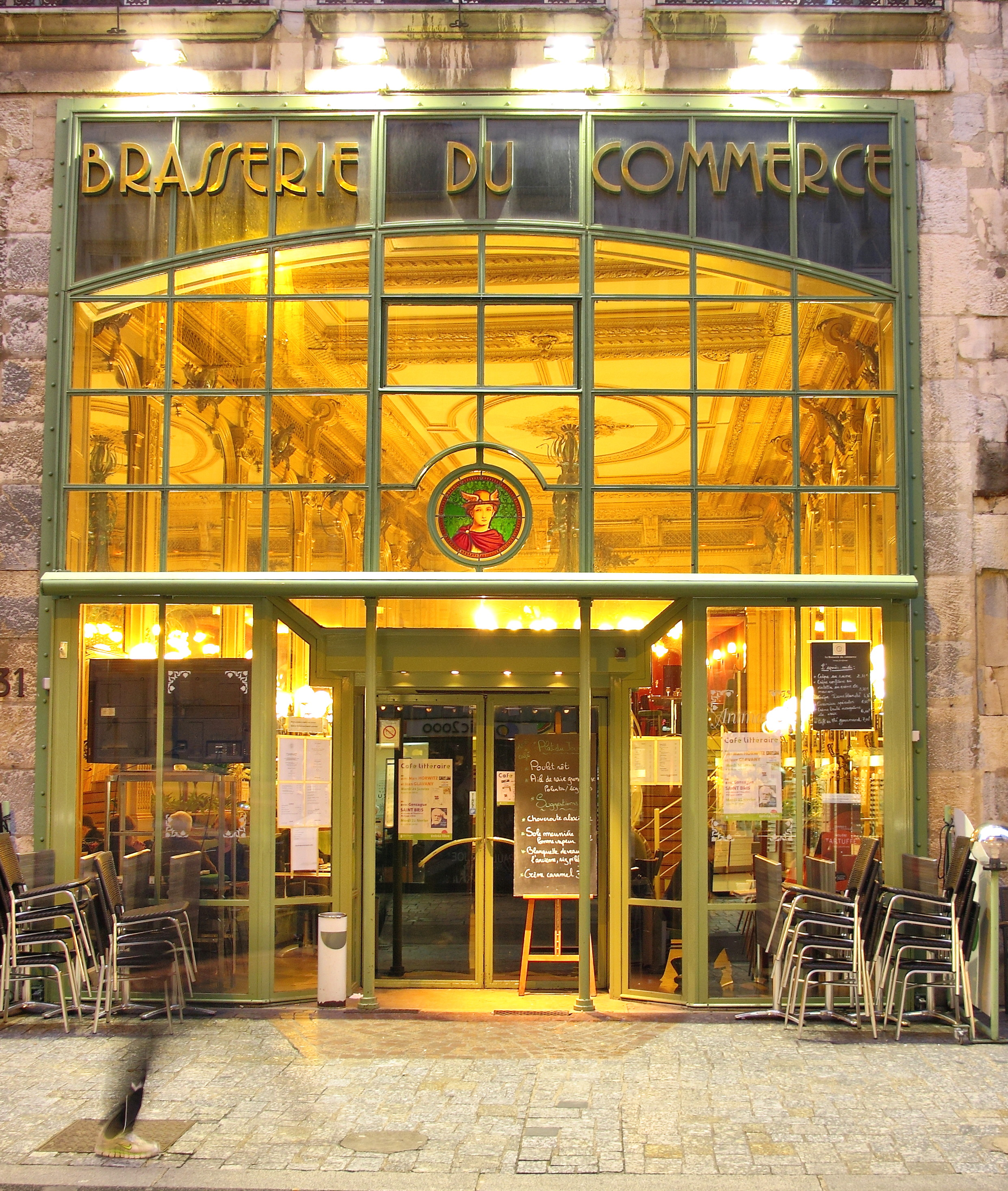
El Café du Commerce
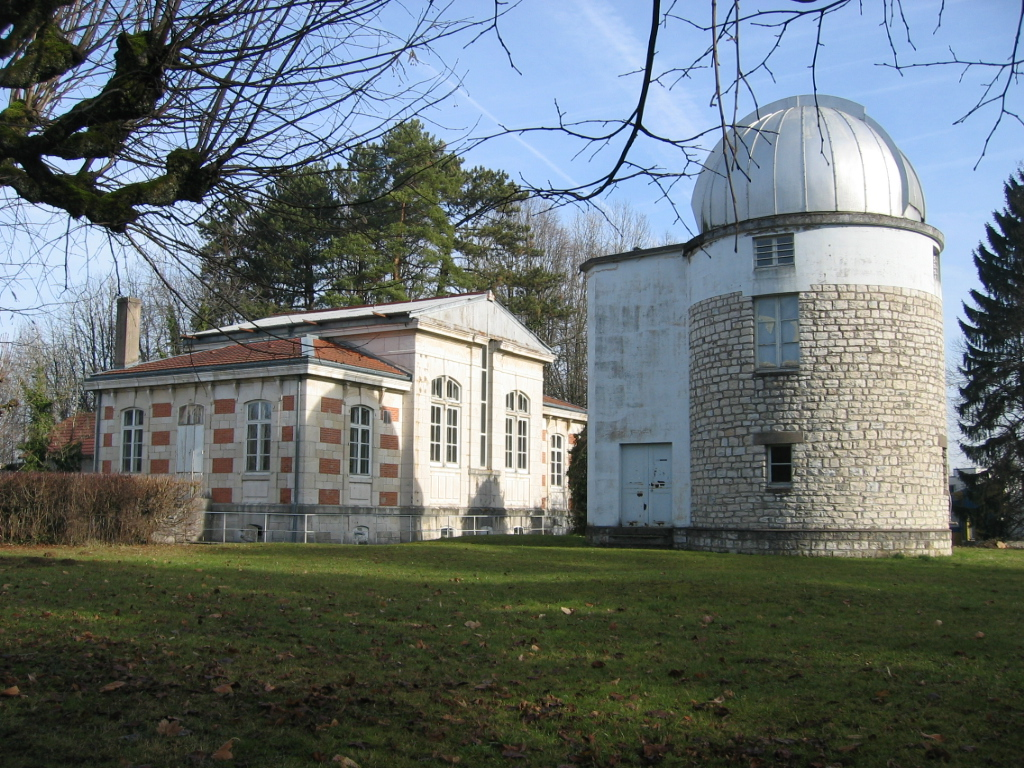
El observatorio astronómico

La especialización relojera de Besançon también ha dejado su huella en el patrimonio de la ciudad. El reloj astronómico ubicado en la catedral de Saint-Jean fue encargado en 1858 por el cardenal Mathieu a Auguste-Lucien Vérité. Compuesto por 30 000 piezas mecánicas, 57 esferas y presentando 122 indicaciones todas interdependientes, es considerado una obra maestra en su género y clasificado como Monumento Histórico en 1991. La Escuela Nacional de Relojería fue construida entre 1928 y 1932 por el arquitecto Paul Guadet. Este imponente edificio art déco con un reloj monumental en su fachada ahora alberga la escuela secundaria Jules-Haag. La fábrica de relojes Dodane, terminada en 1943, es un edificio de hormigón armado en forma de L cuya construcción se encargó al arquitecto Auguste Perret, quien también diseñó los elementos decorativos interiores. Está decorado con un jardín privado que incluye piscina y pista de tenis. En el siglo XXI, se instalaron dos relojes monumentales, obras de Bisontin Philippe Lebru del taller Utinam, en la fachada del Museo de Bellas Artes de Besançon y en el interior de la estación de Besançon Franche-Comté TGV. En 2002, el Museo del Tiempo, un museo de historia y relojería, se instaló en uno de los palacios más bellos de la ciudad, el Palacio Granvelle.
Además del patrimonio relojero, durante los siglos XX y XXI se construyeron otros edificios de notable arquitectura. La residencia universitaria Canot fue construida a partir de 1929 por el arquitecto René Tournier e inaugurada por el presidente de la República Albert Lebrun en 1933. Fue la primera residencia universitaria en Francia. El Instituto Superior de Bellas Artes se construyó entre 1970 y 1974 sobre planos del arquitecto catalán Josep Lluís Sert. La Ciudad de las Artes inaugurada en 2013 es obra del famoso arquitecto japonés Kengo Kuma.

### Parques y jardines

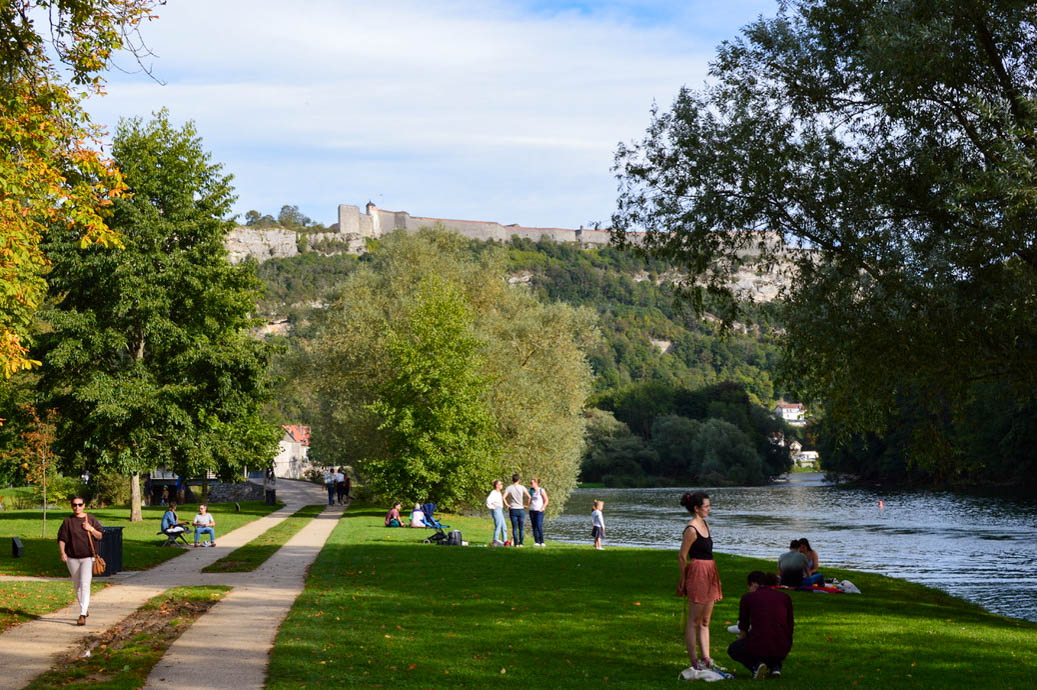
Jardines de la Gare d'Eau

Con 2408 hectáreas de espacios verdes (204 m² por habitante), incluidas 2000 hectáreas de bosque, Besanzón es reconocida como la ciudad más verde de Francia. El bosque de Chailluz, que cubre un área de 1625 hectáreas, representa una cuarta parte del área total de la comuna. La ciudad es propietaria de este bosque principalmente caducifolio, que incluye un parque de vida silvestre y numerosos senderos. El centro histórico está completamente rodeado de espacios verdes. Al oeste de la ciudad vieja, en la orilla izquierda del Río Doubs, extienda los jardines de la Gare-d'Eau (estación de agua): la llegada en 1833 del canal del Ródano al Rin empujó la ciudad para crear un pequeño puerto para el envío, pero rápidamente no se utiliza debido a la perforación de un canal debajo de la ciudadela. El parque de dos hectáreas alrededor de una cuenca es actualmente propiedad del consejo departamental de Doubs.

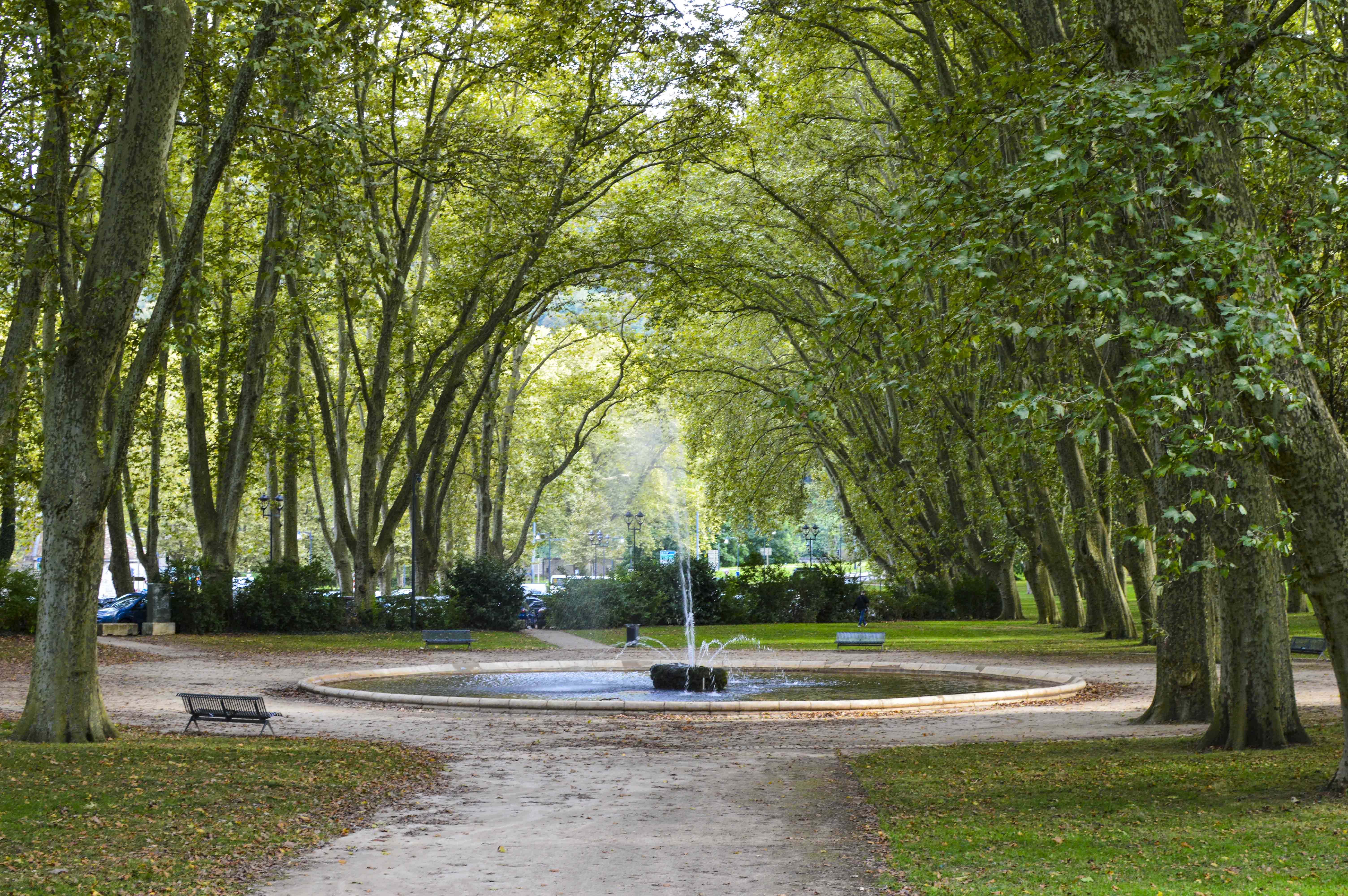
Paseo de Chamars

Junto a estos jardines, directamente al norte, el paseo de Chamars, construido en el cuarto cuarto del siglo XVIII, debe su nombre a la contracción del Champ de Mars (Campo de Marte). Al principio fue una zona pantanosa separada en dos por un brazo del río Doubs: el grande y el pequeño Chamars. Vauban, considerando que este lugar es vulnerable, lo fortifica con la ayuda de baluartes y bastiones. La ciudad obtuvo permiso para transformar este espacio en un paseo en 1739, restaurado por el arquitecto bisontin Bertrand entre 1770 y 1778, que incorpora un café, baños públicos, una pajarera de aves raras, cascadas, un jardín botánico y muchas plantaciones à la française. Esto desaparece en gran parte a partir de 1830 con la nivelación de la muralla interior y la creación de la estación de agua. Un jardín público fue restaurado entre 1978 y 1982, los únicos elementos supervivientes del antiguo Paseo de Chamars fueron las dos casas de vigilancia, algunos plátanos y los jarrones de piedra del escultor Jean-Baptiste Boutry.
Al norte del distrito histórico de Battant, en la orilla derecha del río Doubs, el Paseo de los Glacis, creado a mediados del siglo XIX, es obra del arquitecto paisajista Brice Michel y el arquitecto Boutterin. Justo en el corazón de este distrito, el Clos Barbisier es un jardín creado en 1988 y que presenta una importante variedad de rosas.

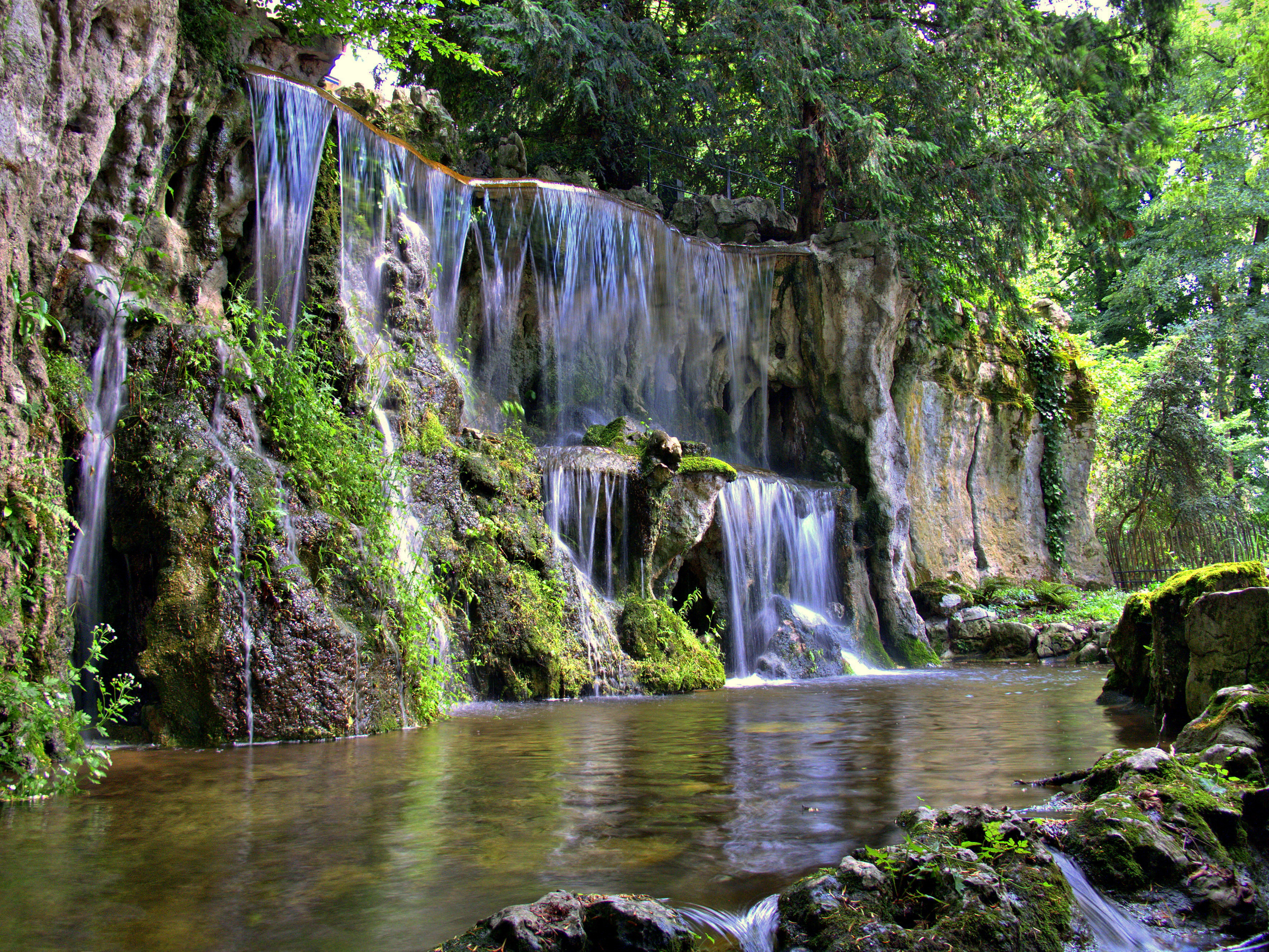
Cascadas del Parque Micaud

El cinturón verde se extiende al este del casco antiguo, todavía en la orilla derecha del río Doubs, por el Paseo de Helvetia, que alberga un jardín botánico llamado Jardín de los sentidos y de los olores realizado en 1987, accesible a los discapacitados visuales gracias a sus plantas y arbustos con ciertas peculiaridades sensoriales (olor, tacto) y signos en braille. Directamente al sur se encuentra el Paseo de Micaud, que se ha desarrollado progresivamente en tres hectáreas a partir de 1843, en planos del arquitecto Alphonse Delacroix. Lleva el nombre de Jules Micaud, alcalde en el origen de este logro. Incluye más de cuatrocientos árboles, incluyendo una magnolia de flores grandes y hayas con follaje, un quiosco de música, un estanque y varias esculturas. Los Jardines del Casino, un jardín público con césped en flor y avenidas bordeadas de árboles, se encuentra justo al otro lado de la avenida Edouard Droz, que se extiende a lo largo del parque Micaud.
En el corazón de La Boucle, el Paseo Granvelle es el antiguo jardín privado del palacio Granvelle que data del siglo XVI, cuyo municipio se adquirió en 1712 y se abrió al público en 1728. El arquitecto Bertrand remodela entre 1775 y 1778, es entonces cuando se convierte en el Paseo Granvelle. Incluye un quiosco de música, una cueva artificial, una fuente Wallace, estatuas de Victor Hugo y Auguste Veil-Picard, el portal de la iglesia del convento de los Grandes Carmelitas y una columnata neoclásica, un remanente de un pabellón de refrescos.

## Cultura

### Festividades y eventos
Varios festivales de música marcan el año, el más emblemático y el más antiguo de los cuales es el Festival Internacional de Música de Besanzón Franco Condado creado en 1948 y celebrado cada año en septiembre. Este festival rinde homenaje al repertorio sinfónico, la música de cámara y los recitales. Fue completado en 1951 por el Concurso Internacional de Jóvenes Directores cada dos años (años impares), uno de los más prestigiosos de la disciplina que cuenta entre sus galardonados Seiji Ozawa, Gerd Albrecht, Michel Plasson o Zdeněk Mácal. El Festival Détonation es otro punto culminante de septiembre: creado en 2012 y organizado por La Rodia, su programación combina música hip hop, pop, electrónica  e instalaciones de vídeo mapping. Iniciado en 2007, el GéNéRiQ Festival tiene lugar en febrero en cinco ciudades: Belfort, Besançon, Dijon, Montbéliard y Mulhouse. Su programación también se centra en géneros musicales actuales al explorar nuevas tendencias musicales como el electro clubbing, el surf mediterráneo, el metal libre, el electro blues, el hip hop alternativo o el neo ghetto folk. Creado en 1981, el festival Jazz y música improvisada en Franche-Comté ofrece conciertos en Besanzón y otras ciudades de la región en junio. El Festival Circasismic, celebrado en mayo desde 2015, presenta un programa de música electro, dub y rock, así como espectáculos de circo y teatro de calle. El festival Orgue en ville, creado en 2009, ofrece alrededor de veinte conciertos de órgano en edificios religiosos de Besanzón y su aglomeración, entre finales de junio y principios de julio. El Festival Besançon-Montfaucon ofrece obras musicales interpretadas con instrumentos de época. Desde 2013, los Mardis des Rives han estado ofreciendo conciertos gratuitos en varias ciudades de la aglomeración, a orillas del río Doubs, durante los meses de julio y agosto. Al mismo tiempo, los viernes y sábados se celebran conciertos gratuitos en el patio del Palacio Granvelle.
La Foire Comtoise (Feria de Franco Condado) es una feria comercial y de atracciones celebrado en el Palacio de Exposiciones y Congresos Micropolis. Este evento, creado en 1922, fue originalmente una feria esencialmente agrícola. Ahora alberga alrededor de 600 expositores y 140,000 visitantes durante la semana del Día de la Ascensión. Cada año, un país o una comunidad es un Invitado de Honor y presenta sus artesanías y sus costumbres y tradiciones a través de espectáculos. Desde 1995, el mercado de productos gastronómicos locales Instants gourmands se celebra en el Parque Granvelle en septiembre. Un mercado navideño se coloca en Besanzón durante el mes de diciembre desde 1993, mientras que un desfile de carnaval se lleva a cabo desde 1978 y atrae anualmente entre 20,000 y 30,000 personas en las calles del centro de la ciudad.
La feria del libro Livres dans la Boucle se celebra durante tres días en septiembre. Un festival de cine africano llamado Lumières d'Afrique se celebra en noviembre desde 1996. Bien Urbain es una manifestación del arte urbano y del arte contemporáneo en el espacio público celebrado en junio desde 2011.
En el campo del teatro, Besançon tiene dos festivales. El Festival de Caves ofrece espectáculos desde 2006 en las sótanos de la ciudad. Nacido en Besanzón, el concepto de este festival se ha extendido en muchas ciudades de Francia y Europa. Desde 2018, el Festival de Idiomas y Culturas del Mundo ha sido el heredero de los Encuentros Internacionales de Teatro Universitario, que celebraron su 25a edición en 2017. Durante los meses de julio y agosto, las Balades nocturnes de la Citadelle (Paseos nocturnos de la Ciudadela) ofrecen paseos teatrales en el recinto de la fortaleza de Vauban.

### Museos

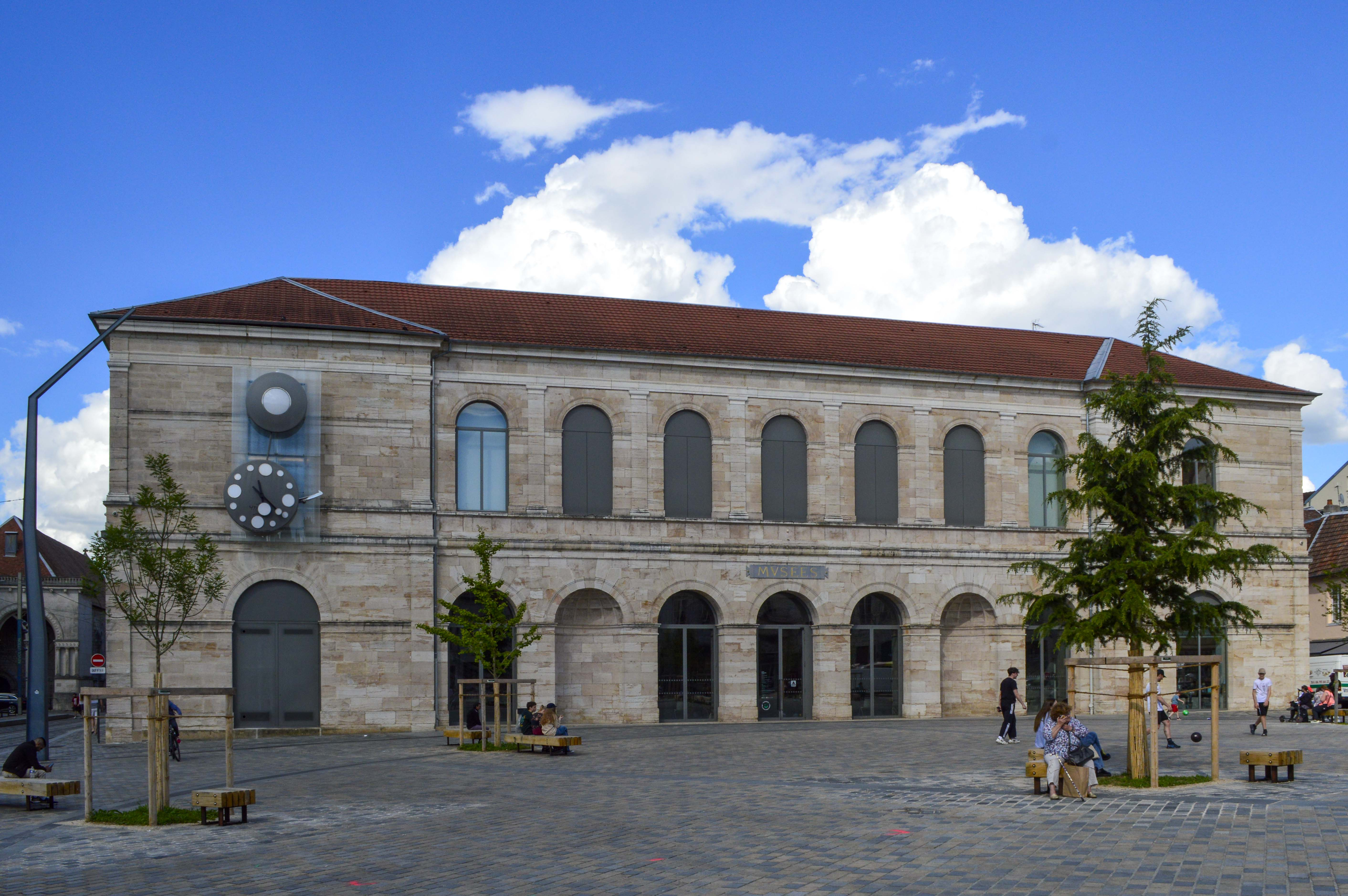
Museo de Bellas Artes y de Arqueología

Hay cinco museos en Besançon, todos con la etiqueta "Musée de France". El Museo de Bellas Artes y Arqueología fue el primer museo creado en Francia en 1694, casi un siglo antes del Louvre. Ocupando hoy un antiguo almacén de grano de 1835, fue reformado en la década de 1960 por Louis Miquel, estudiante de Le Corbusier. Fue reinvertido, después de años de trabajo y renovación, el 16 de noviembre de 2018, por el presidente de la República francesa, Emmanuel Macron. El Museo del Tiempo, inaugurado en junio de 2002, fue anteriormente el museo de historia de la ciudad. Ubicado en el Palacio Granvelle, su concepto es único en Europa, agrupando colecciones de relojes (relojes, relojes de sol, relojes de arena, todos los medios para medir el tiempo ...) y los fondos del museo de historia (pinturas, grabados). Además, se agrupan tres museos en la ciudadela de Vauban: el Museo de Resistencia y Deportación, abierto desde 1971 en el edificio Cadet, es uno de los más grandes en su categoría a nivel nacional. Consiste en veinte salas, que describen los temas relacionados con la Segunda Guerra Mundial (nazismo, ocupación, régimen de Vichy, resistencia, liberación, deportación) a través de fotografías, textos, documentos y documentos. coleccionables originales ... El establecimiento también cuenta con dos salas dedicadas a artistas cuyas obras fueron realizadas en campos de concentración; el Museo Comtois, instalado en 1961 en el Frente Real, presenta artes y tradiciones regionales a través de dieciséis salas de exposiciones permanentes con colecciones de más de 20 000 objetos, principalmente de los siglos XIX y XX; el Museo de Historia Natural, creado en 1959 bajo el liderazgo del alcalde Jean Minjoz, presenta variados antecedentes en un pequeño curso evolutivo en torno a colecciones de ciencias naturales (animales naturalizados, herbarios ...); También presenta animales vivos en cuatro sectores (zoológico, insectario, noctario y acuario). A estos museos se agrega el lugar de nacimiento de Víctor Hugo, presentando el compromiso político humanista del famoso escritor, así como la Ciudad de las Artes, donde se exponen algunas de las obras del fondo regional de arte contemporáneo del Franco Condado.

### Artes escénicas

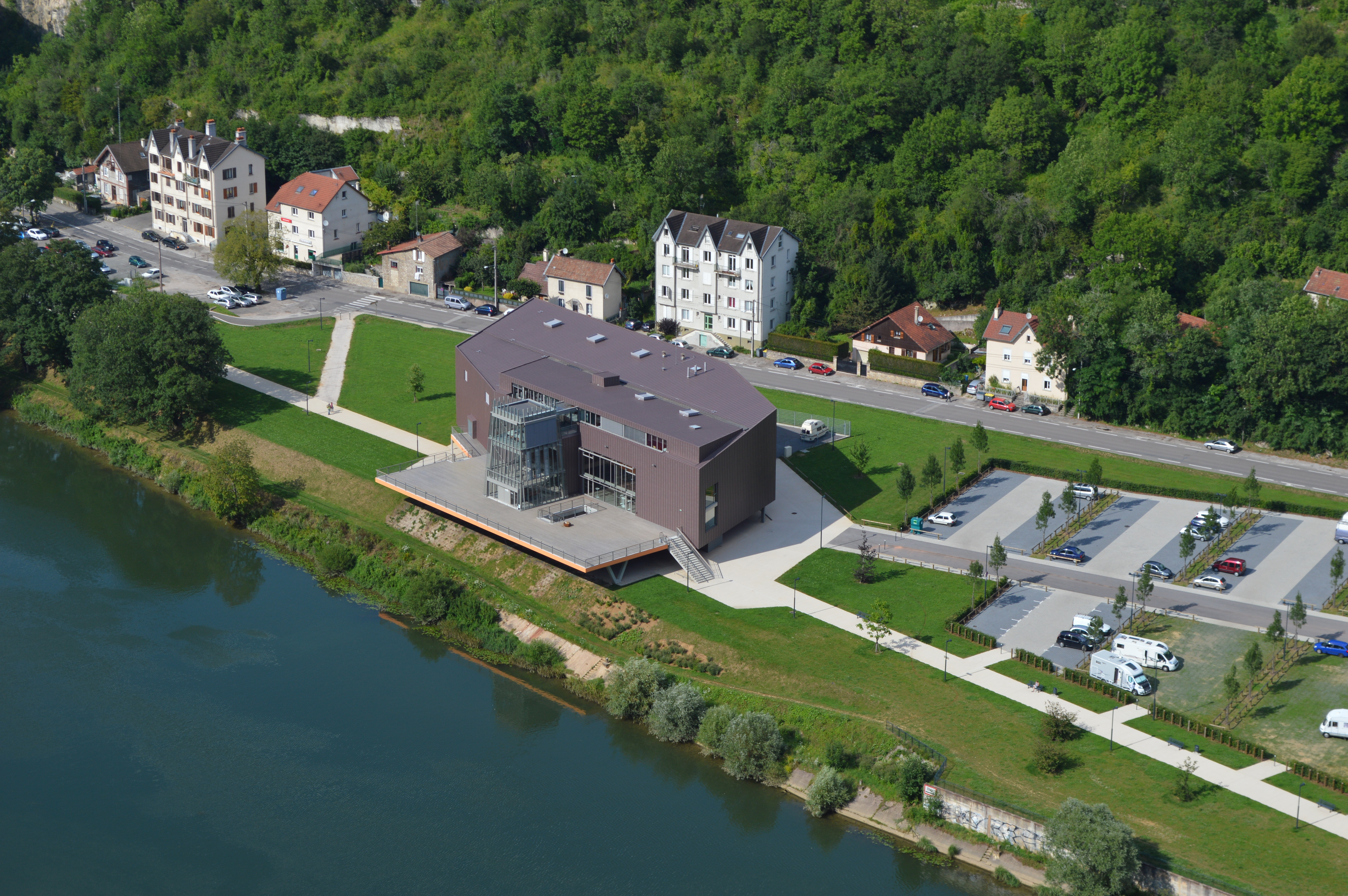
La Rodia

Para los conciertos, la ciudad está equipada con La Rodia, un escenario inaugurado en 2011 y ubicado en el sector Prés-de-Vaux, que incluye una gran sala con 1100 asientos y una sala "club" con 320 asientos, así como 2 estudios creativos. El centro de exposiciones Micropolis alberga una sala modular con capacidad de 2.200 a 6.500 asientos, donde actúan la mayoría de artistas y grupos en gira nacional e internacional. El FJT Les Oiseaux, con una capacidad de 200 asientos o 700 plazas de pie, acoge conciertos, exposiciones, noches de baile y proyecciones de cineclub.
La ciudad alberga un centro dramático nacional, el CDN Besançon Franche-Comté creado en 1972 e instalado en la antigua sala del Casino, y una scène nationale, la Scène nationale de Besançon, que desde 2012 reúne el Théâtre de l'Espace y el teatro Ledoux. Besançon también cuenta con estructuras más pequeñas: el Scènacle ubicado en el barrio de Saint-Jean, un pequeño teatro con una capacidad de alrededor de 100 asientos que ofrece obras y conciertos de la compañía o artistas regionales; el Petit Théâtre de la Bouloie ubicado en el campus y con una capacidad de 150 asientos, acoge proyectos de estudiantes para promover la práctica artística y cultural (teatro universitario, coro universitario, etc.), residencias artísticas para compañías jóvenes, espectáculos profesionales ofrecidos por estructuras asociadas y espectáculos de compañías jóvenes; la compañía Théâtre Alcyon establecida desde 1995 en Fort de Chaudanne donde se organizan espectáculos, talleres y cursos de teatro, danza y música.
El Kursaal de Besançon nació de la voluntad de ofrecer entretenimiento y espectáculos a los huéspedes del balneario de la estación termal de Besançon-les-Bains creada en 1891 y a los soldados destacados en la ciudad. El Kursaal-Cirque abrió sus puertas a finales de 1893 pero las finanzas de la promotora, Madame Veuve Pellegrin, no le permitieron reembolsar los gastos ocasionados. La ciudad lo adquirió en 1895 y el Kursaal se convirtió entonces en la sala de fiestas municipal. Cerró en 1970 por motivos de deterioro, antes de ser renovado a partir de 1979 y luego reabierto en septiembre de 1982. También se creó en el sótano una sala de conferencias de 360 asientos, llamada Petit Kursaal. La sala principal, conocida como Gran Kursaal, tiene dos balcones y un techo abovedado decorado con hermosos frescos que evocan las artes circenses. Su capacidad puede llegar hasta las 1.038 plazas, incluidas 450 en los dos balcones.

### Cinema

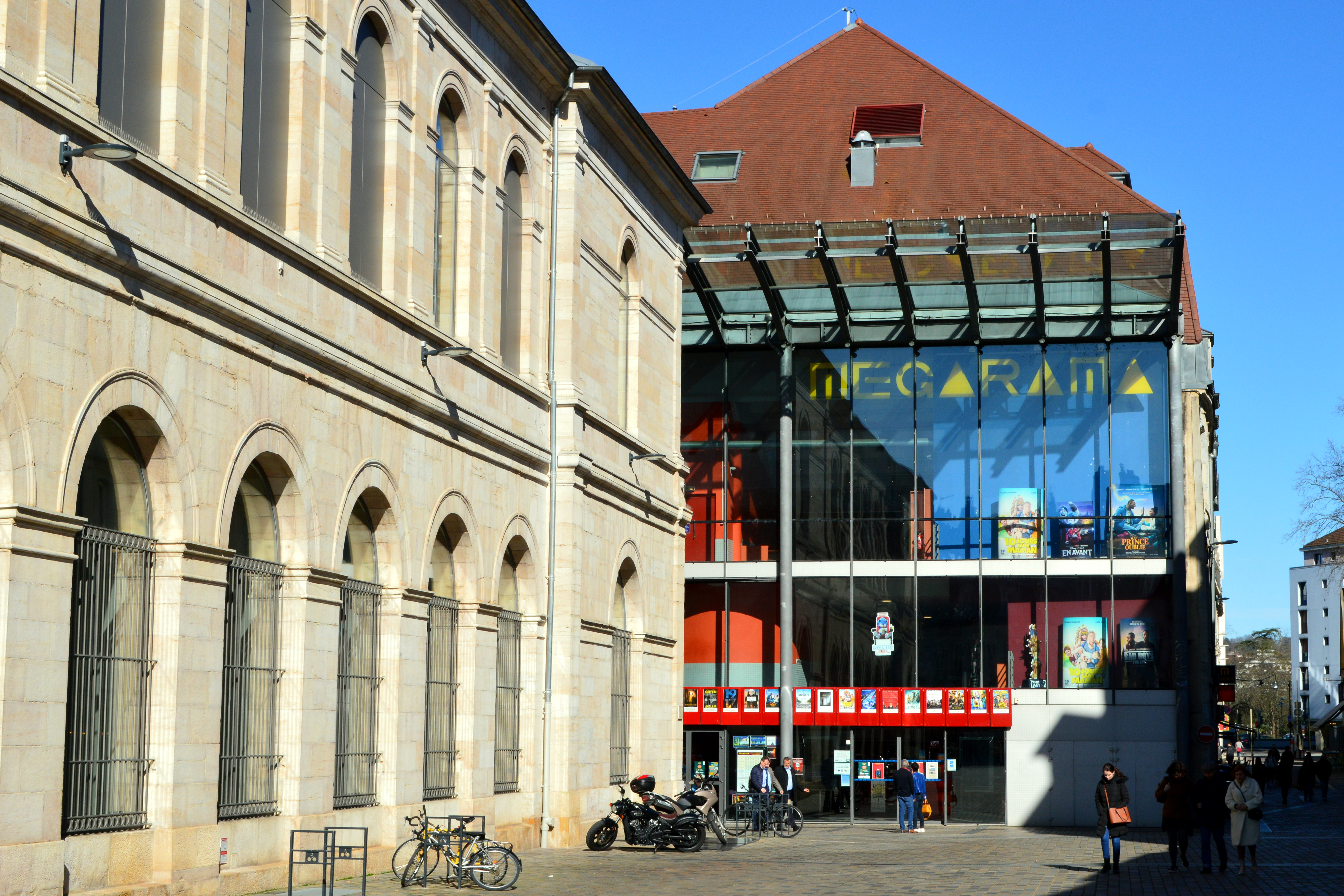
Cinéma Mégarama Beaux-Arts

La oferta cinematográfica de Grand Besançon es amplia y diversificada, con 25 pantallas y 4.092 butacas en 2016, es decir, una butaca para 38 habitantes. Está dotado de dos multisalas: el Mégarama Beaux-Arts (8 salas y 1.331 butacas), inaugurado en noviembre de 2003, está situado en el centro histórico mientras que el Mégarama École-Valentin (13 salas y 1.930 butacas) está situado en la periferia en la ciudad vecina de École-Valentin desde diciembre de 1999. A principios de la década de 2000, reemplazaron a los dos cines tradicionales en el centro de la ciudad, Vox y Plazza Lumière. La oferta se completa con dos cines de autor, el Cinéma Victor-Hugo (3 pantallas y 461 butacas), y el Espace Cinéma cuya programación se realiza alternativamente en el Théâtre de l'Espace del distrito de Planoise y en el cine Kursaal del centro de la ciudad .

### Besanzón en la literatura
Una parte de la acción de la novela Rojo y negro (1830), obra señera del escritor Stendhal, transcurre en Besanzón:

¡Cuán diferente sería mi estado de ánimo si yo llegase a esa noble plaza de guerra para ser oficial de alguno de los regimientos encargados de defenderla! — exclamó nuestro viajero lanzando un hondo suspiro, cuando vio a lo lejos, sobre el lomo de una montaña, los muros negruzcos de la ciudad de Besanzón. No es sólo Besanzón una de las ciudades más hermosas de Francia, sino también abundante en personas de corazón y de genio; pero Julián llegaba a ella solo, pobre, y sin recomendaciones que le permitieran abrigar esperanzas de entrar en contacto con los hombres distinguidos.

Victor Hugo evocó su nacimiento en la ciudad en el primer poema de su libro Las hojas de otoño (1831):

Entonces en Besanzón vieja ciudad española

Lanzado como un grano a merced del viento

Nació de sangre bretona y lorenesa a la vez

Un niño sin color, sin mirada y sin voz.

El verso "Besançon vieille ville espagnole" , alude al dominio español de la ciudad durante los primeros siglos de la Edad Moderna.
Honoré de Balzac, en su novela Albert Savarus, incluida en La Comedia humana, sitúa la trama en Besanzón, de la cual describe su geografía, su sociedad y sus costumbres durante el siglo XIX.

## Personas notables
Un gran número de personas ilustres nacieron en Besançon: entre las más famosas, encontramos a hombres de letras como Victor Hugo, Proudhon, Charles Fourier y Charles Nodier, pero también los hermanos Lumière, inventores de la cinematografía, el DJ Gaspard Augé y los deportistas Jean de Gribaldy y Khedafi Djelkhir. El novelista Charles de Bernard

## Ciudades hermanadas

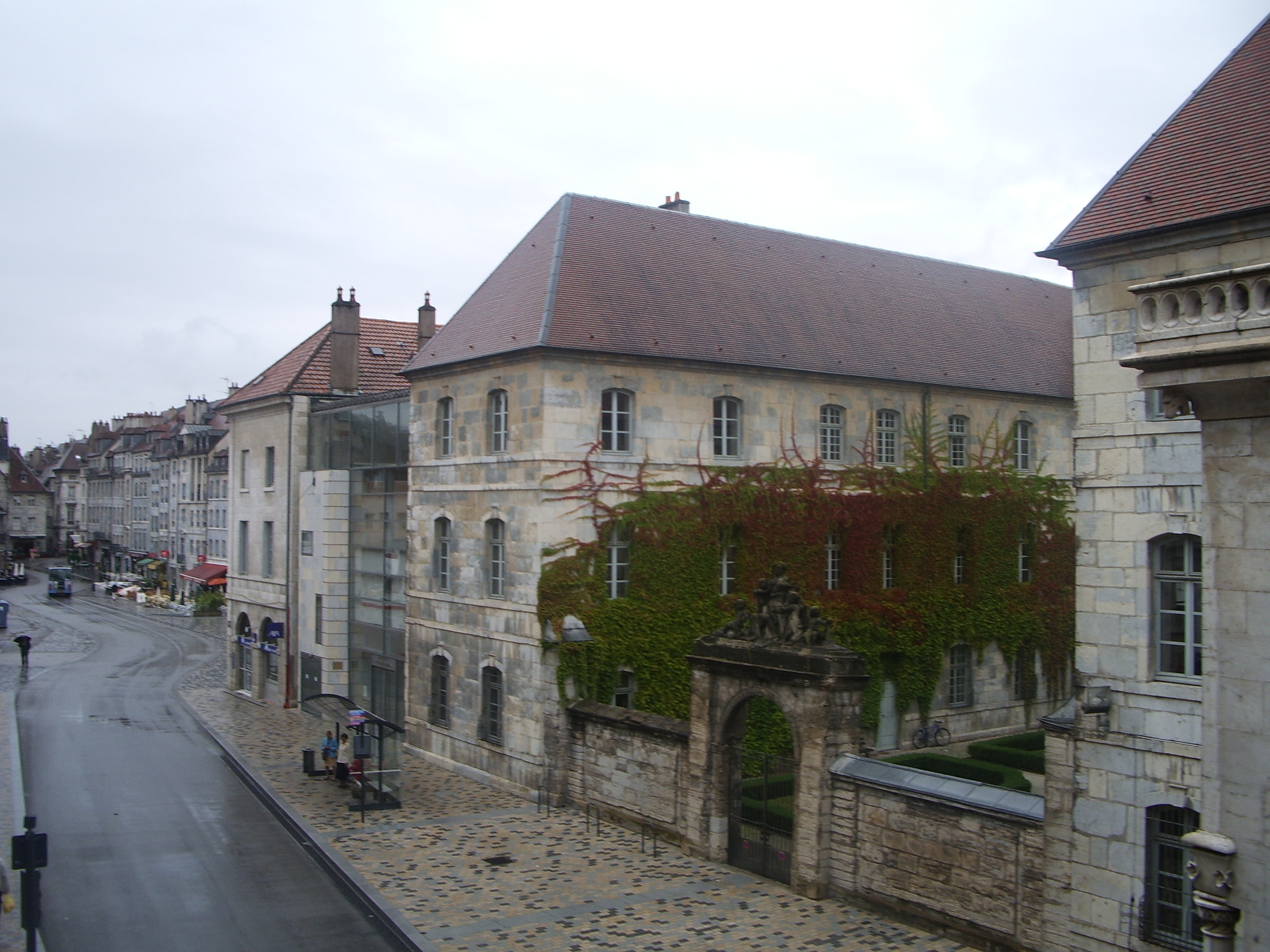
Rue Claude Goudimel, en el casco antiguo de Besanzón.

- Neuchâtel (Suiza)
- Freiburg am Bresgau (Alemania)
- Pavía (Italia)
- Huddersfield (Reino Unido)
- Kirklees (Reino Unido)
- Douroula (Burkina Faso)
- Bielsko-Biała (Polonia)
- Bistriţa (Rumania)
- Man (Costa de Marfil)
- Kuopio (Finlandia)
- Hadera (Israel)
- Tver (Rusia)
- Charlottesville (Estados Unidos)
- Albolote (España)